# Japanische Kriegsverbrechen im Zweiten Weltkrieg

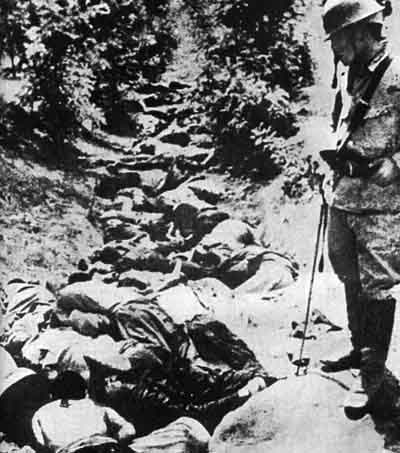
Hsuchow, China, 1938. Ein Graben mit Leichen chinesischer Zivilisten, getötet von japanischen Soldaten

Japanische Kriegsverbrechen im Zweiten Weltkrieg wurden in China, dem pazifischen Raum, Südostasien und dem indonesischen Archipel verübt. Dabei wurden Millionen von Zivilisten und Kriegsgefangenen gezielt ermordet. Diese Kriegsverbrechen fanden etwa zur gleichen Zeit wie die Verbrechen des Nationalsozialismus in Europa statt.
Manchmal werden auch japanische Kriegsverbrechen hinzugezählt, die im Zuge der Besetzung der Mandschurei seit 1931 sowie der Eingliederung Koreas vor dem Zweiten Weltkrieg begangen wurden.

## Einleitung
Das Kaiserreich Japan war Anfang des 20. Jahrhunderts die einzige Industrienation Asiens und spielte im Vergleich zu seinem Nachbarn China eine große Rolle in der Weltpolitik. So war man 1905 aus dem Russisch-Japanischen Krieg siegreich hervorgegangen und kämpfte sowohl im Ersten Weltkrieg auf Seiten der Entente cordiale mit als auch im Russischen Bürgerkrieg auf Seiten der Weißen Armee. Dabei verlor die Kaiserliche Armee (wie schon seit über hundert Jahren) kein einziges bedeutendes Gefecht. Das daraus resultierende Überlegenheitsgefühl vermischte sich zusammen mit Japans wachsendem Bedarf an Rohstoffen zu einem zunehmenden Nationalismus. Durch vorangegangene Kriege und Konflikte (unter anderem mit China) war es dem Kaiserreich schon gelungen, sich bedeutende Gebiete einzuverleiben (Taiwan, Süd-Sachalin, Korea). Beim Friedensvertrag von Versailles hatte man große Teile der deutschen Kolonie Deutsch-Neuguinea zugesprochen bekommen.
Am 18. September 1931 verübten japanische Offiziere einen Sprengstoffanschlag auf die Mukden-Eisenbahn in der Mandschurei (siehe Mukden-Zwischenfall). Für den Anschlag wurden Chinesen verantwortlich gemacht, und er diente als Vorwand, um zusätzlich zu den bereits im Nordosten Chinas stehenden japanischen Truppen endgültig in die Mandschurei einzumarschieren. Zu dieser Zeit kam es zu ersten Kriegsverbrechen (Massaker von Pingdingshan).
Die Verbrechen geschahen aus unterschiedlichen Motiven. Sie fanden oft auf Anweisung des Regimes des japanischen Kaiserreichs statt oder wurden von Soldaten der Kaiserlich Japanischen Armee vor Ort verübt. Bei japanischen Einmärschen in sich ergebende Städte kam es zu großen Massakern wie 1937 bei Nanjing (Massaker von Nanking) oder im Verlauf von Kämpfen wie 1945 in Manila auf Anweisung aus Tokio. In anderen Fällen wurden gezielt ethnische Gruppen das Ziel von Massenmorden, wie die Chinesen der Malaiischen Halbinsel beim Sook-Ching-Massaker, oder es wurden bei der Partisanenbekämpfung ganze Landstriche präventiv entvölkert. Nach dem ersten amerikanischen Luftangriff auf Japan, dem Doolittle Raid, stürzten einige der Piloten über einem von der Kaiserlich Japanischen Armee besetzten Teil Chinas ab und wurden von der Bevölkerung versteckt. Daraufhin setzten die japanische Luftwaffe und Sondereinheiten der Armee als Vergeltungsaktion biologische Kampfstoffe in den Provinzen Zhejiang und Jiangxi ein. Dabei wurden Schätzungen zufolge 250.000 Zivilisten getötet. Anderen Quellen zufolge wurden bei der Such- und Vergeltungsaktion über eine Million Zivilisten getötet.
Außerdem starben Millionen Menschen in Zwangsarbeitslagern und bei – durch das japanische Besatzungssystem verursachten – Hungerkatastrophen (vor allem in Indonesien und Indochina).
Weiterhin wurden von japanischen Armeeeinheiten (beispielsweise der Einheit 731) zahlreiche Menschenversuche durchgeführt, unter anderem die Erprobung von biologischen und chemischen Waffen an lebenden Menschen. Andere dieser Verbrechen waren rassistisch motiviert, wie das Sook-Ching-Massaker. Dies hing damit zusammen, dass in der Meji-Zeit in Japan die Vorstellung entstanden war, dass die eigene Rasse höherwertig sei als alle anderen. Die anderen asiatischen Völker wurden als minderwertig gegenüber dem eigenen und nur zu dessen Nutzen dienend empfunden.

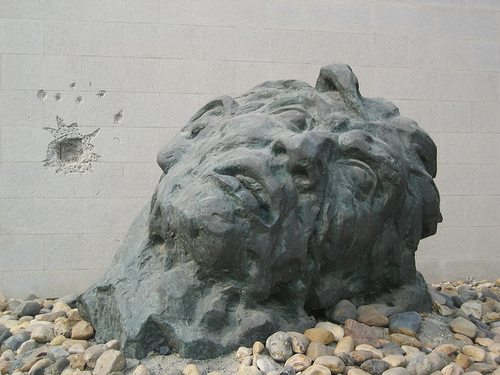
Geschichtliche Hypotheken überschatten bis heute das japanisch-chinesische Verhältnis: Bronze im Nanjing Massacre Museum

## Definitionen
Es gibt von Land zu Land Unterschiede hinsichtlich der Definition der japanischen Kriegsverbrechen. Kriegsverbrechen können gemäß der Charta von Nürnberg als „Verstöße gegen die Gesetze oder Gebräuche des Krieges“ definiert werden, die durch ein gewissenloses Verhalten einer Regierung oder militärischer Streitkräfte gegen feindliche Zivilpersonen oder feindliche Kombattanten hervorgerufen werden.
Für die Durchführung einer Reihe von Menschenrechtsverletzungen gegen Zivilisten und Kriegsgefangene in ganz Ostasien und der westlichen Pazifikregion wurde militärisches Personal des Kaiserreichs Japan vor Gericht verurteilt. Diese Ereignisse erreichten ihren Höhepunkt während des Zweiten Japanisch-Chinesischen Krieges von 1937 bis 1945 und der asiatischen und pazifischen Aktionen des Zweiten Weltkriegs (1941–1945).
In Japan selbst werden die einzelnen Ereignisse oder auch Einzelheiten von Kriegsverbrechen von japanischen Nationalisten wie Tsukurukai (Society for History Textbook Reform) oft bestritten. Solche Organisationen und ihre Aktivitäten sind Gegenstand von Kontroversen des historischen Revisionismus, insbesondere im „Schulbuchstreit“.

### Internationales Recht
Obwohl das Kaiserreich Japan die Genfer Konventionen, die seit 1864 die Standarddefinitionen von Kriegsverbrechen festlegen, nicht unterzeichnet hat, ist es dennoch bezüglich der Kriegsverbrechen an internationales und japanisches Recht gebunden. Viele der Verbrechen, die von den kaiserlichen Streitkräften begangen wurden, waren auch nach dem japanischen Code-Kriegsrecht strafbar, das aber von den japanischen Behörden entweder ignoriert oder nicht durchgesetzt wurde. Das Kaiserreich Japan verstieß auch gegen Bestimmungen des Vertrags von Versailles wie Artikel 171, der den Einsatz von Giftgas (chemische Waffen) verbietet. Desgleichen wurden andere internationale Vereinbarungen wie die Haager Konventionen von 1899 und 1907, die den Schutz von Kriegsgefangenen enthalten und auch von Japan unterzeichnet wurden, missachtet. Nach Ansicht des Historikers Akira Fujiwara ratifizierte am 5. August 1937 der japanische Kaiser Hirohito persönlich die Haager Konventionen von 1899 und 1907, wobei er von seinem Generalstabschef des Heeres Prinz Kanin einen Satz über die Behandlung chinesischer Gefangener entfernen ließ, um die Einschränkung dieses Übereinkommens zu umgehen.

### Internationale Verträge Japans
In Japan bezieht sich der Begriff „japanische Kriegsverbrechen“ in der Regel auf Fälle, die gegen Verantwortliche der japanischen Kaiserlichen Armee durch das Internationale Militärtribunal für den Fernen Osten, auch als Tokioter Prozesse bekannt, nach dem Ende des Pazifischen Krieges angeklagt und verurteilt wurden. Gegen Kriegsverbrechen, die von Offizieren sowie von Unteroffizieren oder Soldaten gemäß der B- und C-Klassifizierung von Kriegsverbrechen verübt wurden, erhoben die Tokioter Prozesse keine Anschuldigungen. Diese Verfahren wurden im ganzen asiatischen Raum vor den Kriegsgerichten oder militärischen Kommissionen getrennt behandelt.
Die japanische Regierung vertritt den Standpunkt, dass Japan nicht zu den Unterzeichnerstaaten der Genfer Konventionen gehört und somit nicht gegen das Völkerrecht verstoßen habe. Ferner vertritt sie die Auffassung, dass die alliierten Staaten bei Handlungen gegen japanische Zivilisten und Kriegsgefangene, einschließlich der Internierung ethnischer Japaner sowie der Bombardierung von Tokio und den Atombombenabwürfen von Hiroshima und Nagasaki, nicht gegen die Genfer Konvention verstoßen haben.
Die japanische Regierung unterzeichnete im April 1929 den Kellogg-Briand-Pakt, in dem insbesondere der aus nationalen Interessen geführte Angriffskrieg für völkerrechtswidrig erklärt wurde. Daraus resultierte, dass Japan wegen seiner Aktionen von 1937 bis 1945 wegen „Verbrechen gegen den Frieden“ angeklagt wurde. Dieser Anklagepunkt wurde bei den Tokioter Prozessen eingeführt, um die Verfolgung der sogenannten „A-Klasse-Kriegsverbrecher“, denen allesamt Verbrechen gegen den Frieden vorgeworfen wurden, zu ermöglichen. Die Unterteilung in A-, B- und C-Klasse-Kriegsverbrecher geht auf das Londoner Abkommen der Alliierten vom August 1945 zurück. Als Kriegsverbrecher der A-Klasse wurden die sogenannten Hauptkriegsverbrecher, die politisch-militärische Führungsriege Japans, klassifiziert, die allesamt wegen „Verbrechen gegen den Frieden“ vor einem international besetzten Tribunal angeklagt werden sollten. B- und C-Klasse-Kriegsverbrecher hingegen wurden in der Regel wegen herkömmlicher Kriegsverbrechen (Mord, Vergewaltigung und Misshandlung von Kriegsgefangenen oder Nichtkombattanten sowie anderer Verstöße gegen die Haager Landkriegsordnung, das Kriegsgewohnheitsrecht und Ähnliches) vor konventionellen Militärgerichten der Alliierten beziehungsweise der asiatischen Staaten, die Schauplatz der jeweiligen Verbrechen waren, angeklagt. Von der japanischen Regierung sind jedoch keine Verurteilungen wegen solcher Verbrechen anerkannt worden, da der Kellogg-Briand-Pakt keine Vollstreckungstitel-Klausel enthält, die Strafen im Falle einer Vertragsverletzung vorsieht.
Mit der Unterzeichnung der bedingungslosen Kapitulation der japanischen Streitkräfte am 2. September 1945 akzeptierte die japanische Regierung die Bedingungen der Potsdamer Erklärung vom 26. Juli 1945. Daraus resultiert gemäß Artikel 10 der Erklärung, dass die japanische Nation weder zerstört noch das japanische Volk versklavt wird, doch würden Kriegsverbrecher hart bestraft. Die Demokratie und Menschenrechte müssten in Japan eingeführt werden.

### Japanisches Recht
Japan hatte den Asiatisch-Pazifischen Krieg (1931–1945) in Ost- und später in Südostasien als einen totalen Krieg weitgehend ohne Rücksicht auf die internationalen Normen des Kriegsrechts geführt. Die militärische Auseinandersetzung mit China wurde dabei von beiden Seiten ohne formale Kriegserklärung geführt, was sowohl die japanische Bezeichnung für den Konflikt ab 1937 als „Chinesischer Zwischenfall“ in bewusster Abgrenzung zu einem Krieg mit seinen völkerrechtlichen Implikationen verdeutlichte als auch formaljuristisch eine Nichtanwendung des Kriegsvölkerrechts, gemäß Haager Abkommen und Genfer Konvention legitimierte.
Verfolgt wurden Kriegsverbrechen – zudem selektiv – lediglich in der ersten Phase der Besatzungszeit. Dies führte zu dem Tokioter Prozess gegen die Kriegsverbrecher der Kategorie A, der von 1946 bis 1948 geführt wurde. Die juristische Aufarbeitung wurde dabei von politisch-strategischen Überlegungen insbesondere der führenden Besatzungsmacht USA dominiert. Mit dem eskalierenden Kalten Krieg und dem „Gegenkurs“, dessen langfristiges Ziel die Einbeziehung des ehemaligen Kriegsgegners Japan in das westliche Lager war, verflog das Interesse der US-Amerikaner, japanische Kriegsverbrechen weiter zu thematisieren oder gar zu verfolgen. Entsprechend wurden 1948 nach den Urteilssprüchen des Internationalen Militärtribunals für den Fernen Osten auch keine Folgeprozesse, die ursprünglich analog zu Nürnberg geplant waren, anberaumt. Die für diese Folgeprozesse bereits inhaftierten Verdächtigen wurden ohne Gerichtsverfahren entlassen. Da das japanische Strafrecht keinen Tatbestand des Kriegsverbrechens enthielt, leiteten die japanischen Justizbehörden auch nach der Rückgewinnung der vollen staatlichen Souveränität mit dem Friedensvertrag von San Francisco im Jahre 1952 keine Strafverfolgung gegen Kriegsverbrecher ein. Gleichwohl erkannte Japan, gemäß dem 11. Artikel des Friedensvertrags von San Francisco, die Urteilssprüche der Tokioter Prozesse an. Mit dem Ende der Besatzungszeit wurde die Rehabilitierung der hingerichteten Kriegsverbrecher durch den japanischen Staat auch formaljuristisch besiegelt – die Behörden erkennen sie seitdem, rechtlich abgesichert durch das „Gesetz zur finanziellen Unterstützung für Hinterbliebene und Kriegsversehrte“, als „im öffentlichen Dienst“ gestorbene Personen an.
Der japanische Ministerpräsident Shinzō Abe hat die Position befürwortet, dass Japan das Tokio-Tribunal und seine Urteile als Bedingung für das Ende des Krieges annahm, aber dass seine Urteilssprüche keine Relation zum inländischen Recht haben. Entsprechend dieser Ansicht sind diejenigen, die der Kriegsverbrechen überführt werden, nicht Verbrecher nach japanischem Gesetz. Nach der Ansicht von Shinzo Abe standen sie wegen Verbrechen gegen Frieden und Menschlichkeit vor einem Gericht, das nach einem Konzept verurteilte, das von den Alliierten erst nach dem Krieg erstellt wurde und nicht im Gesetz verankert ist.

### Historische und geographische Ausdehnung
Außerhalb Japans nutzen die unterschiedlichen Gesellschaften unterschiedliche Zeiträume bei der Festlegung der japanischen Kriegsverbrechen. Beispielsweise wird in Nord- und Südkorea die Annexion Koreas durch Japan im Jahre 1910 aufgrund der dort so empfundenen Beraubung der bürgerlichen Freiheiten und Ausbeutung gegen das koreanische Volk als Kriegsverbrechen gewertet. Die Auflösung der Unabhängigkeitsbewegung vom ersten März im Jahre 1919 unter Anwendung von Gewalt oder die Ermordung von Königin Myeongseong, die per Attentat von der Gen’yōsha verübt wurde, da die Kaiserin an den Versuchen beteiligt war, den japanischen Einfluss in Korea zu reduzieren, gelten dort ebenfalls als Kriegsverbrechen. Im Vergleich dazu haben die Vereinigten Staaten erst ab 1941 in einem militärischen Konflikt mit Japan gestanden, sodass in den USA erst der Zeitraum 1941–1945 für die japanischen Kriegsverbrechen betrachtet wird.
Ein erschwerender Faktor für die internationale Definition japanischer Kriegsverbrechen ist, dass nur eine Minderheit der Bevölkerung der von den Japanern eroberten asiatischen und pazifischen Länder mit der Besatzungsmacht kooperiert hat. Sie diente aus einer Vielzahl von Gründen, wie etwa wirtschaftliche Not, Zwang oder Antipathie gegenüber anderen imperialistischen Mächten, sogar in den japanischen Streitkräften. Viele Koreaner dienten in den kaiserlichen Streitkräften. In der Formosa-Armee, die Teil der kaiserlichen japanischen Armee war, wurden die auf Formosa lebenden ethnischen Chinesen rekrutiert. Die Indian National Army unter Subhas Chandra Bose ist vielleicht das bekannteste Beispiel für eine Bewegung gegen den europäischen Imperialismus, die während des Zweiten Weltkriegs gegründet wurde, um das japanische Militär zu unterstützen. Herausragende Einzelbeispiele von Nationalisten in anderen Ländern sind der spätere indonesische Präsident Suharto, der auch in den japanischen kaiserlichen Truppen diente, oder der birmanische nationalistische Führer Aung San, der zunächst einseitig mit den Japanern zusammen die Burma National Army bildete und sich im Frühjahr 1945 gegen die Japaner wandte. In einigen Fällen waren auch Koreaner für Kriegsverbrechen verantwortlich, die vom Kaiserreich Japan begangen wurden. Sie waren als Kommandeure und Wachen in Kriegsgefangenenlagern eingesetzt. Der niederländische Tribunalrichter und Gelehrte B. V. A. Roling stellte in den Tokioter Studien fest, dass die „koreanischen Wachen weitaus grausamer als die Japaner waren“. Aus politischen Gründen wurden viele Kriegsverbrechen, die durch Nicht-Japaner begangen wurden, die in den kaiserlichen Streitkräften gedient hatten, nicht untersucht oder nach 1945 verfolgt. In Südkorea wird behauptet, dass solche Kriegsverbrecher ihren Reichtum durch die Teilnahme an ausbeuterischen Aktivitäten mit dem japanischen Militär erwarben und dass ehemalige Mitarbeiter einige „japanische Kriegsverbrechen“ vertuscht haben, um der eigenen Strafverfolgung zu entgehen.
Es wurde argumentiert, dass die Handlungen gegen Menschen, die der japanischen Souveränität unterlagen, nicht als „Kriegsverbrechen“ berücksichtigt werden könnten. Die Frage der japanischen De-jure-Souveränität über Länder wie Korea und Formosa in den Jahren vor 1945 ist eine Frage der Kontroverse. Durch den Vertrag von Shimonoseki vom 17. April 1895, der insbesondere die Abtretung Taiwans, der Pescadores-Inseln sowie der Halbinsel Liaodong in der Mandschurei an Japan vorsah, sowie den Japan-Korea-Annexionsvertrag vom 22. August 1910 wurde die japanische Kontrolle über diese Gebiete akzeptiert und international anerkannt.
Die Rechtmäßigkeit des Japan-Korea-Annexionsvertrags wird heute in Nord- und Südkorea bestritten, da dieser Vertrag aus deren Sicht nicht aus freiem Willen unterzeichnet wurde.
Es gibt Behauptungen, dass Kriegsverbrechen auch noch begangen wurden, nachdem das Kaiserreich Japan offiziell am 14. August 1945 kapituliert hatte. Gemäß der Aussage von Captain Hoshijima Susumi wurden alliierte Kriegsgefangene, welche die Todesmärsche von Sandakan (Nord-Borneo) überlebten, noch zwei Wochen, nachdem der Kaiser die Kapitulationsurkunde unterzeichnet hatte, getötet.

## Hintergrund

### Japanisches Militär, Kultur und Imperialismus
Vor allem während der imperialistischen Phase Japans hatte die militärische Kultur vor und während des Zweiten Weltkriegs einen großen Einfluss auf das Verhalten der japanischen Streitkräfte. Jahrhunderte zuvor wurde dem Samurai in Japan gelehrt, seinem Herren gegenüber bedingungslosen Gehorsam zu üben sowie im Kampf furchtlos zu sein. Nach der Meiji-Restauration im Jahr 1868 und dem Zusammenbruch des Tokugawa-Shogunats wurde der Kaiser der Schwerpunkt der militärischen Treue. Während der Phase des Imperialismus im späten 19. Jahrhundert folgte Japan dem Beispiel der anderen Weltmächte in den Entwicklungsländern, nämlich mit der Entwicklung eines Imperiums. Diese Zielvorstellung wurde auch vom Kaiserreich aggressiv verfolgt.
Wie bei anderen imperialistischen Mächten wurde bis zum Ende des 19. Jahrhunderts und bis ins 20. Jahrhundert hinein die japanische Populärkultur zunehmend chauvinistisch. Der Aufstieg des japanischen Nationalismus wurde ab 1890 teilweise in der Annahme der Shintō als Staatsreligion einschließlich ihrer Verankerung im Bildungssystem gesehen. Amaterasu ist die wichtigste Gottheit des Shintō. Sie personifiziert die Sonne und das Licht und gilt als Begründerin des japanischen Kaiserhauses, wodurch der Kaiser für göttlich gehalten wurde. Dieses religiös-politische Weltbild rechtfertigte die Forderung, dass dem Kaiser und seinen Vertretern fraglos gehorcht werden müsse.
Der Sieg im ersten Sino-Japanischen Krieg (1894–1895) bedeutete Japans Aufstieg zum Status einer großen militärischen Macht.
Im Gegensatz zu den anderen Großmächten hat Japan die Genfer Konvention nicht unterzeichnet. Dennoch wurde in einer kaiserlichen Proklamation von 1894 festgelegt, dass japanische Soldaten alle Anstrengungen unternehmen sollten, um den Krieg ohne eine Verletzung des internationalen Rechts zu gewinnen. Nach Ansicht des Historikers Yuki Tanaka veröffentlichten die japanischen Streitkräfte während des Ersten Japanisch-Chinesischen Krieges, dass 1790 chinesische Gefangene ohne Schaden blieben, wenn sie eine Vereinbarung unterzeichnen, nie wieder eine Waffe gegen Japan zu ergreifen. Nach dem Russisch-Japanischen Krieg von 1904 bis 1905 wurden im Einklang mit dem Haager Übereinkommen alle 79.367 russischen Kriegsgefangenen vom Kaiserreich freigelassen und für ihre geleistete Arbeit bezahlt. Auch das Verhalten des japanischen Militärs im Ersten Weltkrieg (1914–1918) war mindestens so human wie das anderer Armeen, sodass sogar einige deutsche Kriegsgefangene, die in Japan inhaftiert waren, sich nach dem Krieg in Japan ansiedelten.

### Die Ereignisse der 1930er und 1940er Jahre
Von den späten 1930er Jahren an schuf der Aufstieg des Militarismus in Japan zumindest oberflächliche Ähnlichkeiten zwischen der breiteren japanischen Militärkultur und der Kultur der militärischen Elite (Waffen-SS) im NS-Deutschland. Japan hatte auch eine militärische Geheimpolizei wie die Kempeitai, die der Gestapo in ihrer Rolle in annektierten und besetzten Ländern ähnelte. Die Brutalität der Kempeitai war vor allem in der Kolonie Korea und den besetzten Gebieten berüchtigt. Die Kempeitai wurde auf dem japanischen Festland verabscheut, vor allem während des Zweiten Weltkriegs, als unter Premierminister Hideki Tōjō (ehemals Kommandeur der Kempeitai der japanischen Armee in der Mandschurei 1935–1937) die Kempeitai ihre Macht ausgiebig nutzte, um die Treue der Japaner zum Krieg sicherzustellen. Unter Tojo wandelte die Kempeitai Japan zu einem Polizeistaat. Eine unzulängliche Hingabe zum Kaiser bedeutete häufig eine körperliche Bestrafung. Das Schlagen von kaiserlichen Soldaten in den unteren Dienstgraden war alltäglich, aber die brutalsten Schläge erhielten die Soldaten, die sich in japanischer Kriegsgefangenschaft befanden.

## Verbrechen
Wegen des schieren Ausmaßes des Leidens wird das japanische Militär während der 1930er und 1940er Jahre oft mit dem Militär NS-Deutschlands von 1933 bis 1945 verglichen. Ein Großteil der Kontroverse über die Rolle Japans im Zweiten Weltkrieg dreht sich um die Sterberaten von Kriegsgefangenen und Zivilisten unter japanischer Okkupation. Der Historiker Chalmers Johnson hat dazu geschrieben: „Es kann sinnlos sein, festzustellen, welcher Aggressor der Achsenmächte die Bevölkerung der besetzten Gebiete brutaler schikaniert hat: Deutschland oder Japan. Die Deutschen haben sechs Millionen Juden und 20 Millionen Russen (Sowjetbürger) getötet; die Japaner haben 30 Millionen Filipinos, Malaien, Vietnamesen, Kambodschaner, Indonesier und Birma (mindestens 23 Millionen von ihnen waren ethnische Chinesen) getötet. Beide Staaten plünderten die besetzten Länder, die sie auf einem monumentalen Maßstab erobert hatten, aus; obwohl die Japaner über einen längeren Zeitraum plünderten als die Nazis. Beide Eroberer haben Millionen Menschen als Zwangsarbeiter versklavt und ausgebeutet – und im Falle der Japaner auch zur Prostitution für die Fronttruppen gezwungen. Wenn ein Soldat aus England, Amerika, Australien, Neuseeland oder Kanada (nicht Russland) in deutsche Kriegsgefangenschaft geriet, so hatte er eine Chance von vier Prozent, den Krieg nicht zu überleben; Im Vergleich dazu lag die Sterbeziffer für Alliierte, die in japanische Kriegsgefangenschaft gerieten, bei fast 30 Prozent.“
Beim Tokioter Prozess wurde festgestellt, dass die Todesrate unter den Kriegsgefangenen aus asiatischen Ländern, die von Japan gefangengehalten wurden, bei 27,1 Prozent liegt. Die Sterblichkeitsrate der chinesischen Kriegsgefangenen war viel höher, weil in den Haager Konventionen, die durch Kaiser Hirohito am 5. August 1937 ratifiziert wurden, die Einschränkungen des Völkerrechts über die Behandlung von chinesischen Kriegsgefangenen entfernt wurden. Nach der Kapitulation Japans wurden durch die japanischen Behörden nur 56 chinesische Kriegsgefangene amtlich verzeichnet. Nach dem 20. März 1943 wurde der japanischen Marine befohlen, alle Kriegsgefangenen, die auf See festgesetzt werden, hinzurichten.

### Massentötungen
Das erste bekannte dieser Massaker war das Massaker von Pingdingshan am 16. September 1932, bei dem japanische Soldaten und Polizeikräfte zur Befriedung von Mandschukuo nach der Besetzung der Mandschurei das Dorf Pingdingshan für einen Stützpunkt einer Miliz hielten und deshalb die rund 3000 Einwohner zusammentrieben und am Fuß des Pingdingshan-Berges im südlichen Fushun töteten. Um das Verbrechen zu vertuschen, wurden die Leichen verbrannt und 800 Häuser des Dorfes angezündet. Bereits am 29. Januar 1932 hatten japanische Flugzeuge im Zuge der Schlacht um Shanghai Shanghai bombardiert. Dabei und im Laufe der folgenden Besetzung starben 18.000 Zivilisten.

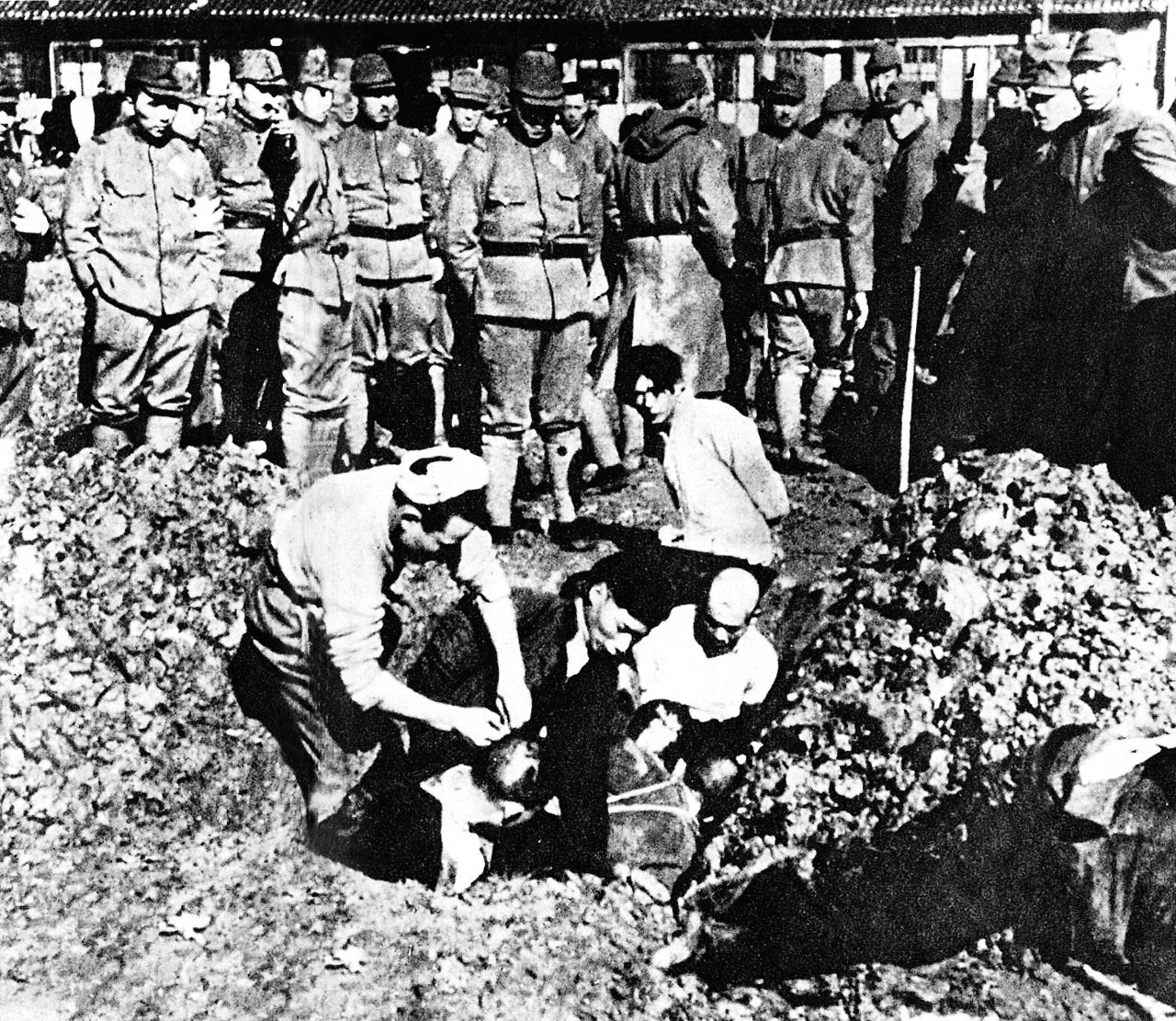
Chinesische Zivilisten werden von japanischen Soldaten lebendig begraben.

Nach dem japanischen Angriff auf China 1937 begannen die Massaker erneut, dieses Mal jedoch in einem weit größeren Ausmaß. Genau fünf Monate nach dem Zwischenfall an der Marco-Polo-Brücke erreichten japanische Truppen am 8. Dezember die chinesische Hauptstadt Nanjing und kesselten die Stadt ein. Fünf Tage später wurde die Stadt besetzt. Es kam zum sechs Wochen andauernden Massaker von Nanjing. Die Art der Tötungen war unterschiedlich. Zivilisten (Kinder und Kleinkinder eingeschlossen) und Kriegsgefangene wurden zu Tausenden mit dem Bajonett erstochen, erschossen, geköpft, ertränkt und lebendig begraben. Insgesamt wurden bei dem Massaker 200.000 bis 300.000 Menschen ermordet. Weitere Massaker unter zahlreichen ähnlichen Verbrechen waren das Massaker von Panjiayu oder das Massaker von Changjiao, bei dem rund 30.000 Zivilisten getötet wurden.
Bei ihrem Eroberungsfeldzug in Südostasien plante die japanische Militärführung schon im Vorfeld organisierte Massentötungen, von denen das Sook-Ching-Massaker an den ethnischen Chinesen der Malaiischen Halbinsel vom 18. Februar bis 4. März 1942 das bekannteste ist. Dabei wurden etwa 50.000 ethnische Chinesen durch Singapur geführt und an den Stränden massakriert. Insgesamt wurden auf der Malaiischen Halbinsel etwa 90.000 Chinesen während der Sook-Ching-Massaker getötet. Am 19. April 1942 ergaben sich die letzten amerikanischen und philippinischen Truppen auf den Philippinen. Es kam zum Todesmarsch von Bataan. Die Kriegsgefangenen mussten den ganzen Tag ohne Pause und ohne Wasser in der stechenden Sonne marschieren. Wer auf dem Marsch stehenblieb oder vor Erschöpfung umfiel, wurde mit dem Bajonett erstochen. Wer zu Bächen oder Quellen rannte, wurde erschossen. Insgesamt starben auf dem Todesmarsch von Baatan etwa 16.500 amerikanische und philippinische Kriegsgefangene. Die Zahl der getöteten Zivilisten, die den Marsch begleiten mussten, ist unbekannt.
Nach der Landung amerikanischer Truppen auf Luzon wurde die philippinische Hauptstadt Manila zum Schlachtfeld. Bei den Kämpfen verübten die Japaner auf Anweisung aus Tokio während der letzten drei Februarwochen 1945 das Massaker von Manila, bei dem etwa 100.000 Zivilisten ermordet wurden. Es gab noch zahlreiche weitere Massaker an der Zivilbevölkerung, beispielsweise das Kalagon-Massaker, bei dem am 7. Juli 1945 die Bewohner von Kalagon (Burma), von den Mitgliedern der Kaiserlichen Japanischen Armee massakriert wurden. Frauen und Kinder wurden vergewaltigt und gefoltert. Die Einwohner wurden in Gruppen von fünf Personen zusammengefügt und mit verbundenen Augen zu den nahe gelegenen Brunnen gebracht, wo sie mit Bajonetten niedergestochen und die Leichen in den 22 Brunnen versenkt wurden. Bei diesem Massaker starben schätzungsweise 1000 Dorfbewohner. Für dieses Massaker wurden 1946 vier japanische Soldaten als Kriegsverbrecher vor dem Tribunal in Rangun angeklagt.
Als empirischer Forscher beschäftigte sich Rudolph Joseph Rummel, Professor für Politikwissenschaft an der Universität von Hawaii, vor allem mit Krieg, Genozid und politischem Massenmord. Im 3. Kapitel von Statistics of Japanese Democide heißt es, dass zwischen 1937 und 1945 das japanische Militär mindestens drei Millionen (vielleicht auch über zehn Millionen) Menschen ermordet habe. Wahrscheinlich sind sechs Millionen Menschen, unter anderem Chinesen, Indonesier, Koreaner, Filipinos und Indochinas einschließlich der westlichen Kriegsgefangenen umgekommen. „Dieser Demozid war einer moralisch bankrotten politischen und militärischen Strategie sowie der militärischen Zweckmäßigkeit und Sitte und der nationalen Kultur zuzuschreiben.“ Laut Rummel wurden von 1937 bis 1945 im Verlauf des Krieges 10,2 Millionen Menschen, davon allein in China als direkte Folge der japanischen Operationen etwa 3,9 Millionen (überwiegend Zivilisten) getötet.

### Massaker an alliierten Soldaten
Darüber hinaus sind folgende Vorfälle erfasst, in denen alliierte Soldaten massakriert wurden:
- St.-Stephens-College-Massaker am 25. Dezember 1941: Wenige Stunden bevor die britischen Einheiten während der Schlacht um Hongkong am Weihnachtsabend kapitulierten, betraten japanische Soldaten das St. Stephens College, das als Lazarett genutzt wurde. Zwei Ärzte, die versuchten, mit den Soldaten zu sprechen, wurden später ermordet und verstümmelt aufgefunden. Die Japaner töteten einen Teil der verwundeten britischen, kanadischen und indischen Soldaten. Daraufhin wurden das Personal und die Verwundeten eingesperrt. Eine zweite japanische Einheit, die später kam, verstümmelte und tötete kanadische Gefangene. Die Krankenschwestern wurden vergewaltigt und ermordet. Am nächsten Morgen wurden etwa 100 Leichen auf dem Hof verbrannt.[53][54][55]
- Parit Sulong – Am 22. Januar 1942 wurden in Parit Sulong an der Westküste Malaysias 110 australische und 40 indische Soldaten von den Japanern gefangen genommen. Die Kriegsgefangenen wurden mit Gewehrkolben geschlagen und getreten. Sie wurden in einem überfüllten Schuppen eingezwängt und es wurde ihnen Nahrung, Wasser und medizinische Versorgung verweigert. Bei Sonnenuntergang wurden die Kriegsgefangenen erschossen oder mit dem Bajonett erstochen. Die Leichen wurden verbrannt. Nur zwei Soldaten entkamen dem Massaker.[56]
- Laha-Massaker – Noch 14 Tage nach der Kapitulation von Ambon am 3. Februar 1942 wählte die japanische Marine mehr als 300 australische und niederländische Kriegsgefangene willkürlich aus und richtete sie an oder nahe dem Laha-Flugplatz hin.[57][58]
- Alexandra-Hospital-Massaker. 14. Februar 1942. Nach dem Sieg von Singapur näherten sich japanische Truppen dem Alexandra-Hospital, in dem verwundete britische und malaiische Soldaten behandelt wurden. Der britische Leutnant, der ihnen entgegenging, wurde mit Bajonetten erstochen. Im Anschluss wurden die Ärzte und Krankenschwestern und ein Teil der Patienten massakriert. Die übrigen 200 verwundeten Soldaten, auch die mit amputierten Gliedmaßen, mussten zu nahen Baracken marschieren. Wer umfiel, wurde erstochen. Am nächsten Morgen wurden auch die übrigen Männer getötet, viele davon in Stücke gehackt. Fünf verloren Gliedmaßen, überlebten aber.[59][60][61][62]
- Bangka-Island-Massaker – Das Bangka-Island-Massaker fand am 16. Februar 1942 statt, als japanische Soldaten 22 australische Militär-Krankenschwestern erschossen. Es gab nur eine Überlebende.[63]

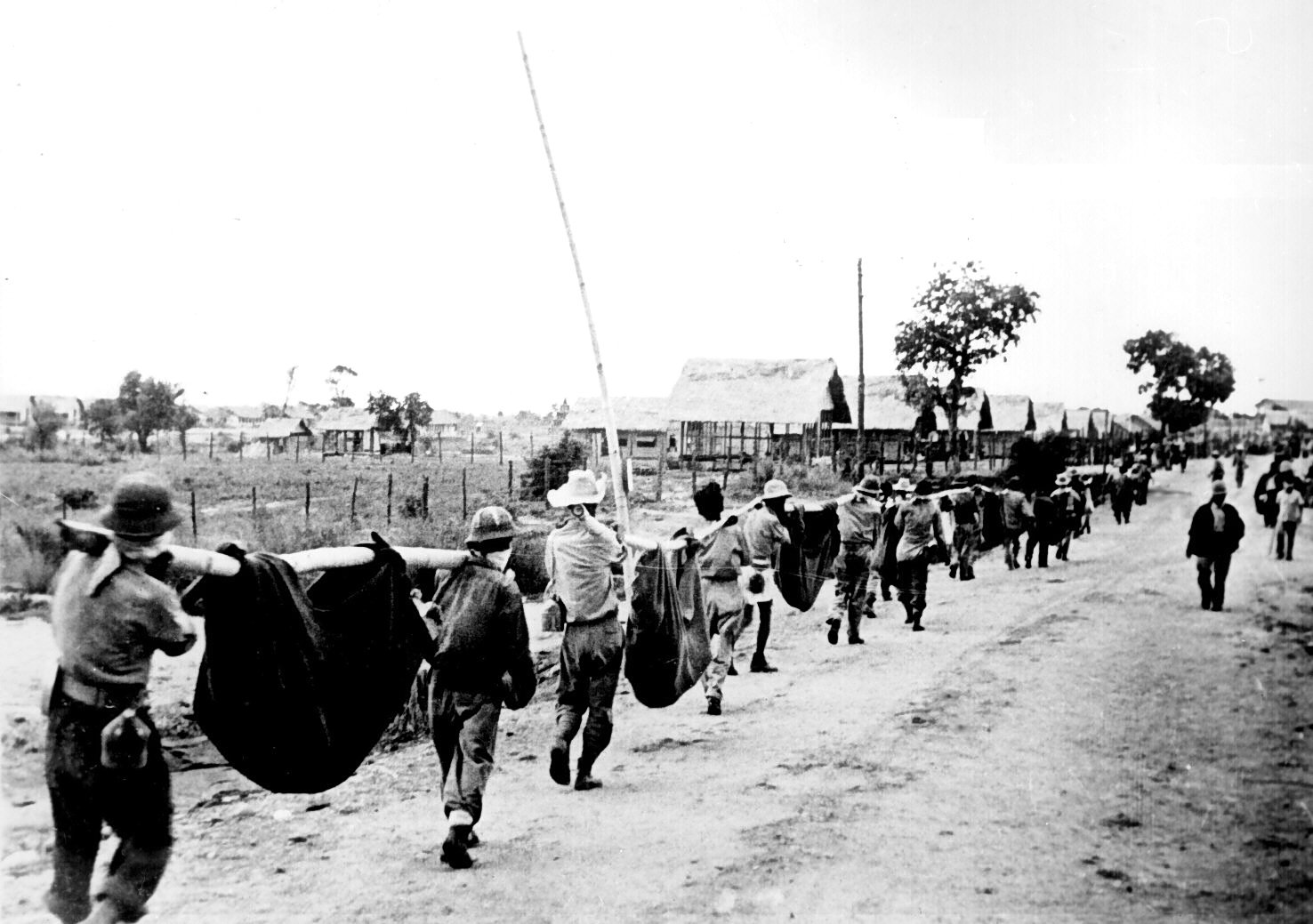
Amerikanische Kriegsgefangene bergen Opfer des Bataan Todesmarsches, Philippinen, Mai 1942

- Amerikanische Kriegsgefangene bergen Opfer des Bataan Todesmarsches, Philippinen, Mai 1942Todesmarsch von Bataan – Der Todesmarsch von Bataan war im Jahre 1942 ein von japanischen Soldaten an amerikanischen und philippinischen Kriegsgefangenen verübtes Kriegsverbrechen in der Frühphase des Pazifikkriegs während des Zweiten Weltkriegs auf den Philippinen. Die Gefangenen wurden gezwungen, einen knapp 100 km langen und sechs Tage dauernden Marsch nach Norden zur Eisenbahn-Verladestation San Fernando anzutreten. Wer auf dem Marsch vor Erschöpfung stehenblieb oder umfiel, wurde mit dem Tod durch Erschießen, Köpfen oder Erstechen mit dem Bajonett bestraft. Von den ursprünglich 70.000 Kriegsgefangenen wurden 16.500 während des Marsches getötet oder starben vor Erschöpfung.[64]
- Wake-Island-Massaker – Am 23. Dezember 1941 nahmen die Japaner 1603 Männer in der Schlacht um Wake gefangen. Unter den Gefangenen waren 1150 Zivilisten. Diese wurden in Kriegsgefangenenlager zum Festland gebracht. Etwa 100 amerikanische Zivilangestellte blieben jedoch auf Wake. Am 5. Oktober 1943 sah Admiral Sakaibara in einem von einem Flugzeugträger aus gestarteten amerikanischen Luftangriff ein Indiz dafür, dass eine Invasion unmittelbar bevorstand, und befahl die Ermordung der übrigen 98 Amerikaner.[65]
- Im November 1943 versenkte ein amerikanisches U-Boot ein japanisches Höllenschiff, auf dem sich 548 britische und niederländische Kriegsgefangene befanden. Laut Aussage von drei japanischen Wachen, die so wie die restliche Besatzung von einem nahen Minensucher aufgelesen wurden, überlebten etwa 280 Gefangene, die anschließend alle getötet wurden. Das Massaker wurde jahrzehntelang von der britischen Regierung geheim gehalten, um die Beziehungen zu Japan nicht zu beeinträchtigen.[66]
- SS Tjisalak-Massaker – Am 26. März 1944 wurde der niederländische Frachter SS Tjisalak durch das japanische U-Boot I-8 torpediert und versenkt. Die 105 Überlebenden der Frachtermannschaft wurden anschließend aus dem Wasser gefischt und durch die Japaner bestialisch massakriert. Fünf Besatzungsmitglieder überlebten das Massaker.[67][68]
- Palawan-Massaker – Am 15. Dezember 1944 wurden 143 amerikanische Kriegsgefangene durch die Kaiserliche Japanische Armee massakriert. Die Japaner schütteten eimerweise Benzin auf die Unterstände des Kriegsgefangenenlagers und setzten sie in Brand. Die aus den brennenden Unterständen flüchtenden Kriegsgefangenen wurden unter dem Gelächter der japanischen Offiziere erschossen, enthauptet, mit Bajonetten erstochen oder zu Tode geprügelt. Nur 11 amerikanische Kriegsgefangene überlebten das Massaker.[69][70]
- Todesmärsche von Sandakan: 1942 und 1943 wurden 3600 indonesische Sklavenarbeiter und 2400 australische und britische Kriegsgefangene nach Sandakan in den Norden Borneos gebracht, um dort ein Flugfeld zu bauen. Selbst schwerkranke Gefangene wurden zur Arbeit gezwungen, und viele verhungerten oder wurden getötet. Im Januar 1945 begannen die ersten Todesmärsche. Wer nicht mehr die Kraft hatte, die schweren Lasten zu tragen, wurde getötet. Die zweiten Märsche begannen am 29. Mai. Die Märsche wurden so lange fortgesetzt, bis es kaum noch Überlebende gab. Am 9. Juli beschlossen die japanischen Offiziere, die kranken Gefangenen verhungern zu lassen und mit den restlichen einen letzten Marsch nach Ranau zu unternehmen, wo die letzten Gefangenen massakriert wurden. Das Lager wurde zerstört und der Versuch unternommen, alle Spuren seiner Existenz zu beseitigen. Nur sechs australische Soldaten, denen es gelungen war zu entkommen, überlebten.[71][72][73][74][75]

### Strategie der verbrannten Erde
Viele der in China und anderen Gebieten verübten Verbrechen stehen im Zusammenhang mit der jinmetsu (sōtō) sakusen (jap. 燼滅(掃討)作戦, wörtlich: „(Säuberungs-) Operation Einäschern und Vernichten“) – in China Politik der dreifachen Auslöschung (chinesisch 三光政策, Pinyin sānguāng zhèngcè, englisch Three Alls Policy, also „alles niederbrennen, niedermetzeln und ausplündern“) genannt – der japanischen Streitkräfte im Zweiten Chinesisch-Japanischen Krieg.
Der Historiker Mitsuyoshi Himeta berichtet, dass in China von 1942 bis 1945 eine Politik der dreifachen Auslöschung (jap. Sanko Sakusen) betrieben wurde, die für den Tod von mehr als 2,7 Millionen chinesischer Zivilisten verantwortlich war. Diese Strategie der verbrannten Erde wurde durch Kaiser Hirohito selbst sanktioniert und unter der Regie der japanischen Streitkräfte bis zum Kriegsende verfolgt. Diese Politik wurde als Vergeltung gegen chinesische Kommunisten nach der Hundert-Regimenter-Offensive entwickelt.
Der Name „Sanko Sakusen“, basierend auf dem chinesischen Begriff, wurde erstmals 1957 in Japan popularisiert, als ein ehemaliger japanischer Soldat aus dem Fushun-Kriegsverbrechen-Internierungszentrum entlassen wurde und ein umstrittenes Buch mit dem Titel The Three Alls: Confessions of Japanese War Crimes in China (Neuauflage: Kanki Haruo, 1979) veröffentlichte. In diesem Buch kommen einige japanische Kriegsveteranen zu Wort, die unter der Führung von General Okamura Yasuji Kriegsverbrechen begangen hatten. Nachdem die Verlage von japanischen Militaristen und Ultranationalisten Todesdrohungen erhalten hatten, waren sie gezwungen, die Veröffentlichung des Buches zu stoppen.
Der Sanko Sakusen wurde im Jahr 1940 von Generalmajor Ryūkichi Tanaka initiiert und 1942 in Nord-China in vollem Umfang von General Yasuji Okamura betrieben. Ihr strategisches Ziel war die vollständige Auslöschung der kommunistischen Basen in den umkämpften Provinzen Hebei, Shandong, Shensi, Shanhsi und Chahaer. Hierzu wurden die entsprechenden Gebiete in „befriedete“, „halbbefriedete“ und „unbefriedete“ Bereiche unterteilt. Am 3. Dezember 1941 fand der Sanko Sakusen, vom Oberkommando der Kaiserlichen Japanischen Armee unter der Order-Nummer 575 erlassen, die Zustimmung der Politik. Okamuras Strategie beinhaltete Auslöschungs- und Vergeltungskampagnen der japanischen Armee, bei denen in der Regel ganze Dörfer niedergebrannt, antijapanische Kräfte oder Verdächtige wahllos ermordet und alle Lebensmittel und Brennstoffe furagiert und geplündert wurden. Es wurden Tausende von Kilometern an Mauern und Gräben, Wachtürmen und Straßen durch chinesische Zwangsarbeiter gebaut. Diese Operationen waren auf die Vernichtung aller Männer im Alter zwischen fünfzehn und sechzig ausgerichtet, bei denen vermutet wurde, dass sie Feinde sein könnten. In kommunistisch kontrollierten Gebieten Chinas sank die Bevölkerung infolge der Sanko-Sakusen-Strategie durch Tod oder Flucht der Bewohner von 44 auf 25 Millionen.

### Einsatz chemischer und biologischer Waffen
Während des Zweiten Japanisch-Chinesischen Krieges forschten mehrere japanische Armeeverbände unter großem Aufwand an Massenvernichtungswaffen und setzen diese in China bei zahlreichen Gelegenheiten ein. Diese Einheiten setzten bei mehreren Operationen chemische und biologische Waffen sowohl gegen feindliche Truppen als auch gezielt zur Massentötung von Zivilisten ein.
Nach Erkenntnissen der Historiker Yoshiaki Yoshimi und Seiya Matsuno erhielt Yasuji Okamura von Kaiser Hirohito die Erlaubnis, chemische Waffen während dieser Gefechte einzusetzen. Während der Schlacht um Wuhan von August bis Oktober 1938 legitimierte der Kaiser den Einsatz von Giftgas in 375 verschiedenen Einsätzen gegen 1,1 Millionen chinesische Soldaten, von denen 400.000 während der Schlacht starben. Artikel 23 der Haager Konvention (1899 und 1907) und Artikel V des Vertrags in Bezug auf die Nutzung von U-Booten und Schadgasen in der Kriegsführung vom 6. Februar 1921 verurteilte den Einsatz von Giftgas durch Japan. Während der Schlacht von Changsha im Herbst 1939 setzte die Kaiserlich Japanische Armee ebenfalls in großen Mengen Giftgas gegen chinesische Positionen ein. Ein weiteres Beispiel ist die Schlacht von Yichang im Oktober 1941, in der das 19. Artillerieregiment die 13. Brigade der 11. Armee durch Beschuss der chinesischen Streitkräfte mit 1000 gelben Gasgranaten und 1500 roten Gasgranaten unterstützte. Das Gebiet war mit chinesischen Zivilisten, deren Evakuierung durch die japanische Armee untersagt wurde, überfüllt. Von den rund 3000 chinesischen Soldaten in dem Gebiet waren 1600 Soldaten von der Wirkung des Gases erheblich betroffen.
Ende 1941 ließen japanische Truppen rund 3000 chinesische Kriegsgefangene frei, nachdem man sie zuvor mit Typhus infiziert hatte. Dadurch wurde sowohl unter chinesischen Truppen als auch unter der Bevölkerung eine Epidemie verursacht. Am 5. Mai 1942 begann eine groß angelegte Racheaktion japanischer Truppen für den sogenannten Doolittle Raid, bei dem etwa 50 Japaner getötet worden waren, der wiederum eine Vergeltungsaktion für den Angriff auf Pearl Harbor war. Dabei zogen sich reguläre Armeeeinheiten der japanischen Armee aus für die Aktion vorgesehenen Gebieten in den chinesischen Provinzen Zhejiang und Jiangxi zurück, während Truppen der Einheit 731 genau in diese Gebiete einrückten und begannen, alle Seen, Quellen und Flüsse mit Milzbranderregern zu verseuchen. Gleichzeitig warf die japanische Luftwaffe den Kampfstoff über Städten ab oder versprühte ihn über Wohngebieten. Im Zuge dieser Aktion wurden 250.000 Menschen ermordet. Bei weiteren Racheaktionen setzte die japanische Armee Cholera-, Typhus-, Pest- und Dysenterie-Kampfstoffe ein.
Während der Schlacht um Changde setzten japanische Truppen massiv biochemische Waffen ein, um die chinesische Verteidigung zu brechen. Im November 1941 warfen Mitglieder der Einheit 731 erstmals mit Pest verseuchte Flöhe aus Flugzeugen über Changde ab. Bei der darauffolgenden Seuche starben 7643 Chinesen. Als japanische Truppen 1943 Changde angriffen und auf unerwartet heftigen Widerstand stießen, versuchten sie diesen während der sechs Wochen dauernden Offensive mit allen Mitteln zu brechen. Während der Schlacht kam es zu Pest-Ausbrüchen, von denen sowohl chinesische Soldaten als auch Zivilisten betroffen waren. Nach Angaben mehrerer japanischer Soldaten der Einheit 731 (unter anderem Yoshio Shinozuka) hatten sie Pesterreger in Form von sprühfähigen Kampfstoffen von Flugzeugen aus in und um Changde versprüht. Gleichzeitig begannen andere Armeeeinheiten (unter anderem die Einheit 516) mit dem massiven Einsatz von Giftgas, das hauptsächlich mit Artilleriegranaten sowohl auf chinesische Stellungen im Umland als auch in die Stadt abgeschossen wurde. Bei dem eingesetzten Gas handelte es sich unter anderem höchstwahrscheinlich um Senfgas und Lewisit. Im Laufe der Schlacht starben 50.000 chinesische Soldaten und 300.000 Zivilisten. Wie viele davon durch die biologischen und chemischen Waffen gestorben sind, lässt sich nicht klären.
Alle Aktionen dieser Armeeeinheiten waren streng geheim, und gegen Kriegsende wurden nahezu sämtliche Beweise vernichtet. Bei vielen Giftgaseinsätzen konnte der Ablauf im Nachhinein nur durch chinesische Berichte und Aussagen verantwortlicher japanischer Soldaten aufgedeckt werden. Insgesamt sind nur einige dutzend Biowaffeneinsätze dokumentiert, doch es wird allgemein angenommen, dass es sich bei der Mehrzahl der scheinbar gewöhnlichen Seuchenausbrüche dieser Zeit in China um Aktionen des japanischen Militärs gehandelt hat.

### Menschenversuche
Während des Zweiten Weltkrieges unternahmen etwa 20.000 japanische Ärzte Experimente an Menschen. Opfer waren hauptsächlich chinesische, aber auch philippinische, indonesische und vietnamesische Zivilisten und amerikanische, britische und australische Kriegsgefangene. Die ersten Experimente begannen schon vor dem Zweiten Weltkrieg in der Mandschurei.
Ab 1937 begannen Einheiten der japanischen Armee biologische und chemische Waffen an lebenden Menschen zu testen sowie weitere Versuche durchzuführen. Eine der berüchtigtsten Einheiten war die Einheit 731 unter dem Kommando von Shirō Ishii, einem japanischen Mikrobiologen und Generalleutnant. Man infizierte Menschen mit Krankheitserregern, nahm Versuchspersonen aus verschiedenen Krankheitsstadien und sezierte sie bei lebendigem Leib und vollem Bewusstsein, da man fürchtete, dass eine Narkose die Ergebnisse verfälschen würde. Vivisektionen wurden auch bei schwangeren Frauen, Kindern und Säuglingen vorgenommen. Bei diesen Experimenten wurden allein von der „Einheit 731“ 3500 Menschen ermordet.
Zur Erforschung von Erfrierungen wurden die Behandlungen der Gefangenen im Freien bei Frosttemperaturen vorgenommen. In regelmäßigen Abständen wurden die nackten Arme mit Wasser getränkt, bis sie fest gefroren waren. Der Arm wurde dann amputiert, und der Arzt wiederholte den Prozess am Oberarm bis zur Schulter. Nachdem beide Arme amputiert waren, wurde diese Prozedur an den Beinen wiederholt, bis nur noch Kopf und Torso übrig blieben. Das Opfer wurde dann für Experimente mit Pest- und Krankheitserregern genutzt.

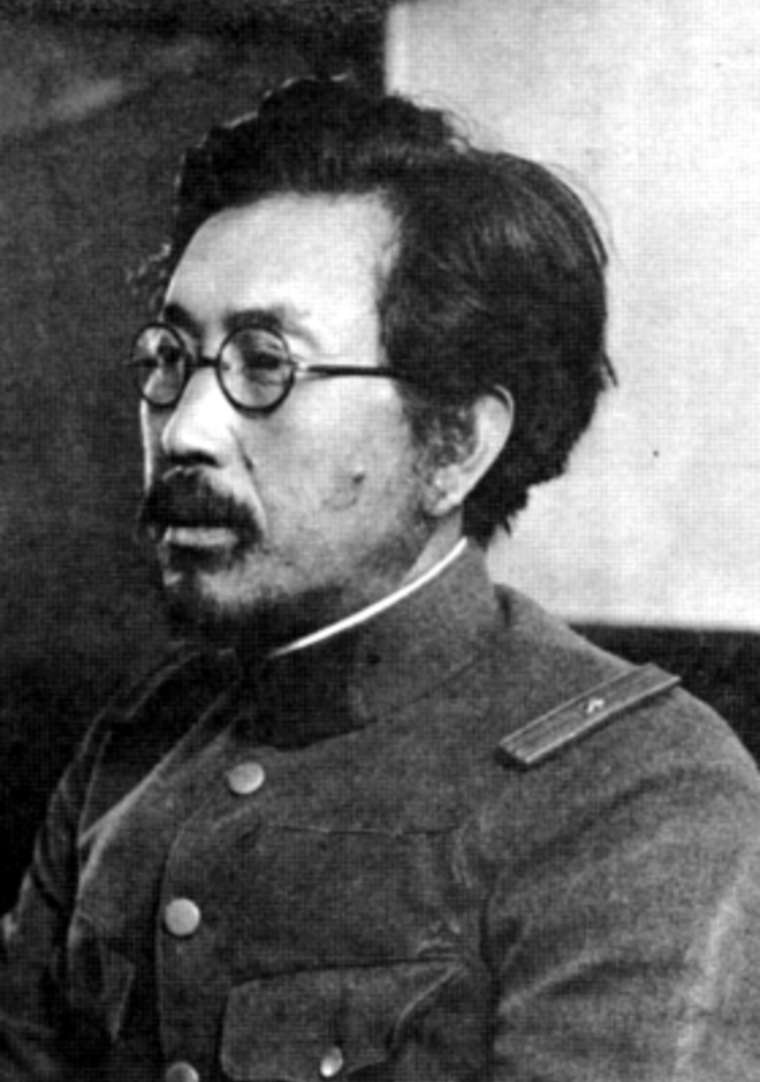
Shiro Ishii, Kommandant der Einheit 731

Einer der berüchtigtsten Fälle menschlicher Experimente trat in Japan selbst auf. Mindestens neun der 12 Besatzungsmitglieder überlebten am 5. Mai 1945 den Absturz eines amerikanischen B-29-Bombers auf Kyūshū. Die Besatzung unter Leutnant Marvin Watkins gehörte der 29. Bomb Group des 6. Bomb Squadron an. Leutnant Watkins wurde zum Verhör nach Tokio gebracht, während die anderen Überlebenden dem Institut für Anatomie der Universität Kyushu in Fukuoka zugeteilt wurden, wo sie Vivisektionen und bestialischen Experimenten unterzogen wurden. Leutnant Watkins überlebte als einziger die Gefangenschaft. Am 11. März 1948 wurden 30 Personen der Kyūshū-Universität, darunter mehrere Ärzte, vor dem alliierten Kriegsverbrechertribunal angeklagt. Die Anklagepunkte wegen Kannibalismus wurden fallengelassen, aber 23 Personen wurden der Vivisektion oder widerrechtlichen Verbringens von Körperteilen für schuldig befunden. Fünf Angeklagte wurden zum Tode, vier zu lebenslanger Haft und der Rest zu befristeten Gefängnisstrafen verurteilt. Im Jahr 1950 wandelte der Militärgouverneur von Japan, General Douglas MacArthur, alle Todesurteile in Gefängnisstrafen um und reduzierte die meisten Haftstrafen deutlich. Alle Personen, die wegen der Vivisektion an den acht amerikanischen Bomberbesatzungsmitgliedern verurteilt wurden, kamen bis zum Jahre 1958 wieder frei.
Ab 1943 wurde die Seuchenanfälligkeit weißer Menschen an amerikanischen Kriegsgefangenen getestet, um spätere Einsätze von Biowaffen in den USA vorzubereiten, für deren Transport man bis 1945 Ballonbomben entwickelt hatte, die über den Jetstream nach Nordamerika gelangen sollten.
Im Jahr 2004 entdeckte Yuki Tanaka und Yoshimi im australischen Nationalarchiv einige Dokumente, die belegen, dass Zyanidgas im November 1944 auf den Kai-Inseln (Indonesien) an australischen und niederländischen Kriegsgefangenen getestet wurde.
Im Jahr 2006 erklärte der ehemalige Sanitäter der Kaiserlichen Japanischen Marine Akira Makino, dass ihm als Teil seines Trainings befohlen wurde, zwischen Dezember 1944 und Februar 1945 Vivisektionen an etwa 30 zivilen Gefangenen auf den Philippinen vorzunehmen. Die Operationen beinhalteten die Amputationen von Gliedmaßen. Ken Yuasa, ein ehemaliger Militärarzt in China, hat sich auch auf ähnliche Fälle, in denen er zur Teilnahme an Vivisektionen gezwungen wurde, eingelassen.

### Hungerkatastrophen in besetzten Ländern
Die japanische Besatzung beutete die besetzten Gebiete rücksichtslos aus, terrorisierte die Bevölkerung und nutzte sie, um ihren Bedarf an Rohstoffen zu decken. Dazu zählten die Zwangsarbeit von Millionen Menschen sowie die logistische Beschlagnahmung von Lebensmitteln ganzer Länder. Der hungernden Zivilbevölkerung wurde jegliche humanitäre Hilfe verweigert. In Verbindung mit den Konzentrationslagern, in denen Einheimische Zwangsarbeit verrichten mussten, und dem stark ausgeprägten, meist willkürlichen Unterdrückungssystem, das sich gegen Widerstandsgruppen richtete, führte dies zu mehreren Hungerkatastrophen, die Millionen Menschenleben forderten. In Vietnam starben allein bei der Hungerkatastrophe 1944–1945 etwa zwei Millionen Menschen, was etwa 10 % der Gesamtbevölkerung entspricht. Ein späterer Bericht der UNO spricht von etwa vier Millionen Toten in Indonesien, die infolge von Hunger und Zwangsarbeit starben.
Der schiere Umfang der ermordeten Zivilisten und die damit verbundene Beseitigung der Leichen stellte eine gewaltige logistische Herausforderung dar. Viele Chinesen wurden in sogenannte „Bestattungs-Teams“ eingeteilt, ein schreckliches Erlebnis, das später traumatische Erinnerungen hervorrief.

### Folter von Kriegsgefangenen
Die Folterung von Kriegsgefangenen wurde von den japanischen kaiserlichen Truppen eingesetzt, meist in dem Bemühen, schnell militärische Nachrichten zu sammeln, wobei die Gefolterten anschließend häufig hingerichtet wurden. Der ehemalige japanische Offizier Uno Shintaro, der während des Krieges in China eingesetzt war, hat angegeben „dass die Folter von Gefangenen das wichtigste Mittel und eine unvermeidliche Notwendigkeit war, um Informationen für den Nachrichtendienst zu gewinnen. Nach den Verhören und der Folter wurden die Gefangenen ermordet und begraben, um die Tat zu vertuschen. Ich glaubte und handelte so, weil ich von dem, was ich tat, überzeugt war. Wir haben nur unsere Pflicht getan, so wie es befohlen wurde. Wir haben es im Interesse unseres Landes getan, als kindliche Verpflichtung gegenüber unseren Vorfahren. Auf dem Schlachtfeld haben wir nie wirklich den chinesischen Menschen geachtet. Wenn man gewinnt, dann sehen die Verlierer wirklich elend aus. Wir schlossen daraus, dass die japanische Rasse überlegen war.“

### Kannibalismus
Viele schriftliche Berichte und Zeugenaussagen wurden von der Australian War Crimes Section des Tokioter Tribunals gesammelt und von Staatsanwalt William Webb untersucht. Die Ermittlungen ergaben, dass die japanischen Besatzungskräfte in vielen Teilen Asiens und des Pazifiks Kannibalismus gegen alliierte Kriegsgefangene verübten. In vielen Fällen war dies durch die ständig steigenden alliierten Angriffe auf die japanischen Versorgungslinien und durch den Tod und die Erkrankungen der japanischen Soldaten als Folge des Hungers inspiriert. Der Historiker Yuki Tanaka schrieb: „Allerdings war Kannibalismus oft eine systematische Tätigkeit, die ganze Gruppen unter dem Kommando von Offizieren abgehalten haben.“ Die japanischen Soldaten beteiligten sich häufig an Ermordungen von Kriegsgefangenen, um sich einen Anteil an den Leichen zu sichern. Beispielsweise bezeugte Havildar Changdi Ram, ein indischer Kriegsgefangener, dass am 12. November 1944 die Kempeitai einen alliierten Piloten enthauptete. Er sah, hinter einem Baum versteckt, wie einige japanische Soldaten sich das Fleisch aus seinen Armen, Beinen, Hüften und Gesäß herausschnitten, es in ihre Quartiere trugen, um es in kleine Stücke zu schneiden und zu frittieren.
Der indische Kriegsgefangene Lance Naik Hatam bezeugt, dass in Neuguinea jeden Tag ein Gefangener von den Japanern ausgewählt, getötet und von den Soldaten aufgegessen wurde. Er sah, dass auf diese Weise etwa 100 Gefangene in diesem Lager das gleiche Schicksal erleiden mussten. Der Rest der Gefangenen wurde in ein 80 km entferntes Lager gebracht, wo 10 Häftlinge an Krankheiten gestorben sind. In diesem Lager fand auch eine tägliche Auslese der Gefangenen, ähnlich wie bei dem anderen Lager, statt. In einigen Fällen wurde das Fleisch von lebenden Menschen geschnitten, die anschließend in einen Graben geworfen wurden, wo sie später starben.
Der ranghöchste Offizier, der wegen Kannibalismus angeklagt wurde, war Generalleutnant Yoshio Tachibana. Er wurde im Zusammenhang mit dem Chichi-jima-Vorfall beschuldigt, dass im August 1944 auf Chichi Jima (Bonin-Inseln) ein Gefangener der US Navy auf seinen Befehl hin enthauptet wurde und dass dessen Leichnam dem Kannibalismus zum Opfer fiel. Da sich das Militär- und Völkerrecht nicht ausdrücklich mit Kannibalismus befasst, wurde dieser Anklagepunkt fallengelassen, und er wurde wegen Mordes und versuchter „Verhinderung eines ehrenvollen Begräbnisses“ verurteilt. Tachibana wurde zum Tode verurteilt und gehängt.

### Zwangsarbeit

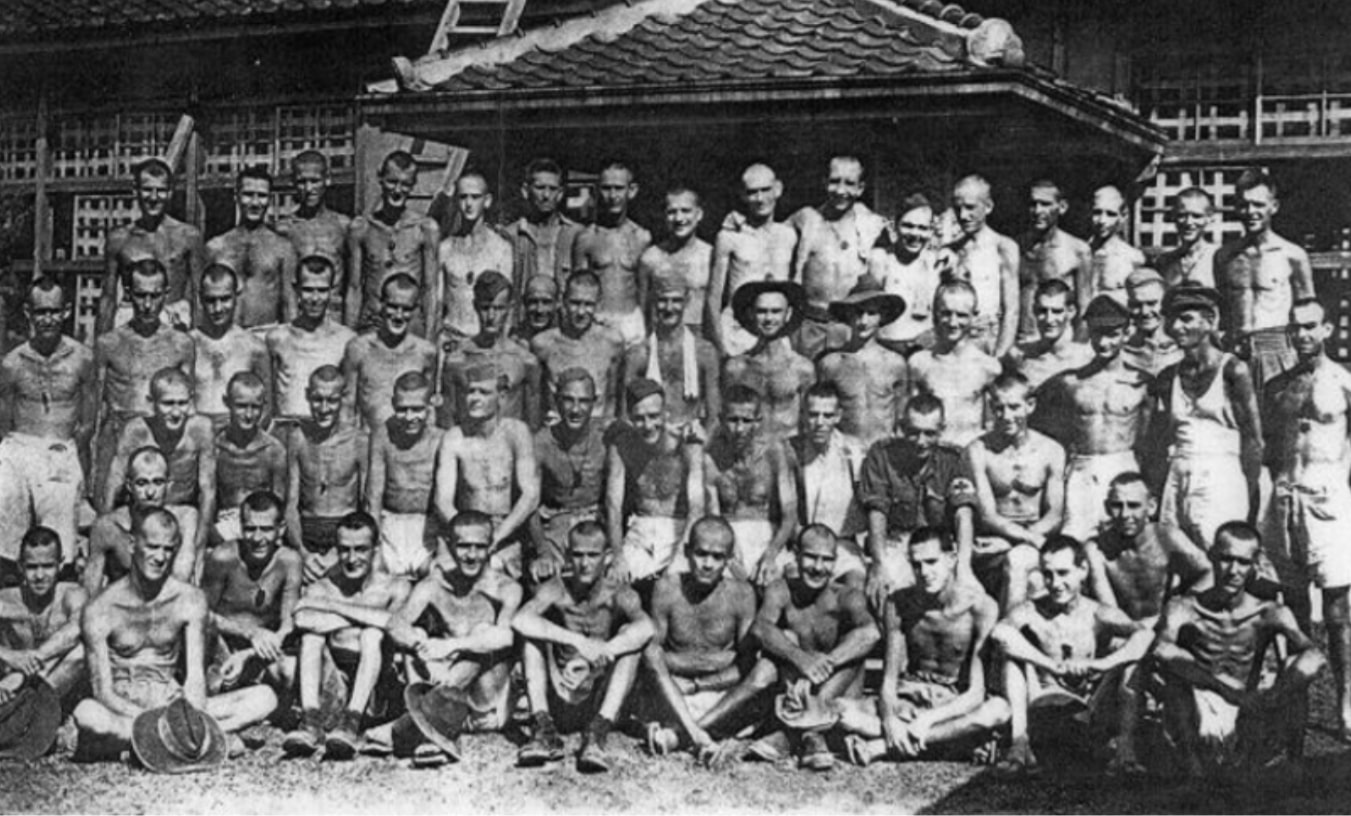
Australische Kriegsgefangene als Zwangsarbeiter in den Aso-Minen, Kyushu, Japan, August 1945

Das japanische Militär setzte asiatische Zivilisten und Kriegsgefangene zur Zwangsarbeit ein. Der größte Teil der Zwangsarbeiter war koreanischer, taiwanischer oder chinesischer Nationalität. Nach einer gemeinsamen Studie der Historiker Zhifen Ju, Mitsuyoshi Himeta, Toru Kubo und Mark Peattie wurden mehr als zehn Millionen chinesische Zivilisten durch die Koa-in (Japanese Asia Development Board) für die Zwangsarbeit mobilisiert.
Nach einer Untersuchung des japanischen Finanzministeriums aus dem Jahre 1947 wurden von 1939 bis zur japanischen Kapitulation 724.789 Koreaner zur Arbeit in Japan gezwungen. Gemäß einem Dokument des japanischen Parlaments vom Jahr 1944 wurden außerdem noch 16.113 Koreaner zur Zwangsarbeit auf die damals japanische Insel Karafuto (Sachalin) und 5931 Koreaner in die von Japan okkupierten südostasiatischen Länder verschleppt. Neben diesen offiziellen Angaben gab es noch viele andere koreanische Zwangsarbeiter, weshalb eine genaue Zahl der gesamten koreanischen Zwangsarbeiter und der Toten heute nicht mehr feststellbar ist. Die Zahl der Toten wird auf über 60.000 Zwangsarbeiter geschätzt. Gemäß einem Bericht des japanischen Gouverneurs aus dem Jahre 1945 wurden 92.748 Zwangsarbeiter aus Taiwan in die südostasiatischen Länder und 8419 Zwangsarbeiter zur Rüstungsproduktion nach Japan verschleppt. Aufgrund einer Entscheidung der japanischen Regierung wurden aus China in den Jahren 1944–1945 Zwangsarbeiter nach Japan gebracht. Nach Angaben des japanischen Außenministeriums aus dem Jahre 1946 wurden 38.935 Chinesen auf 15 Baufirmen und 15 Bergbaubetriebe sowie vier andere Firmen im ganzen japanischen Mutterland verteilt. Neben der chinesischen Zivilbevölkerung wurden auch chinesische Kriegsgefangene zur Arbeit gezwungen. Gemäß den Angaben des japanischen Außenministeriums sind 6830 chinesische Zwangsarbeiter gestorben.
Unter der japanischen Kolonialherrschaft erhielten Koreaner und Taiwaner die japanische Staatsangehörigkeit. Im offiziellen Sinne waren sie keine Ausländer, wurden aber in der Realität meistens als Fremde behandelt und diskriminiert. Viele Koreaner und Taiwaner wurden neben der Zwangsarbeit als Soldaten und als Arbeiter für das japanische Militär eingesetzt. Etwa 4,5 Millionen Koreaner wurden von 1939 bis 1945 auf der Koreanischen Halbinsel zur Arbeit gezwungen. In Nordostchina (Mandschurei) wurden Chinesen schon in den dreißiger Jahren und ab 1937 auch chinesische Kriegsgefangene, von der japanischen Eisenbahngesellschaft (Mantetsu) zur Arbeit gezwungen.
Von Juni 1942 bis Oktober 1943 ließ die japanische Armee die Thailand-Burma-Eisenbahn, auch als Burma Railway oder Thai-Burma Railway bekannt, von 65.000 Kriegsgefangenen aus Australien, den Niederlanden und England sowie mehr als 300.000 asiatischen Zwangsarbeitern aus Malaysia, Burma, Indochina, Vietnam und Thailand bauen. Bei dem Bau der knapp 415 km langen Eisenbahnverbindung kamen rund 94.000 Zivilisten und 14.000 Kriegsgefangene ums Leben.
Der US Library of Congress schätzt, dass auf Java zwischen vier und zehn Millionen romusha (japanisch: Handarbeiter) durch das japanische Militär zur Arbeit gezwungen wurden. Von den etwa 270.000 javanischen Arbeitern, die in den japanisch besetzten Gebieten Südostasiens zur Zwangsarbeit eingesetzt wurden, kehrten nur 52.000 Arbeiter nach Java zurück, was einer Sterblichkeitsrate von 80 % entspricht.
In den englischen Militärprozessen von Singapur wurden 111 japanische Soldaten wegen Misshandlung und Ermordung von Kriegsgefangenen, aber nicht wegen Misshandlungen und Morden an den asiatischen Zwangsarbeitern angeklagt. Unter diesen 111 japanischen Soldaten waren 33 Koreaner, die als Wachmänner der Kriegsgefangenen gezwungenermaßen eingesetzt worden waren. 32 Japaner und neun Koreaner wurden zum Tode verurteilt.
Die japanische Regierung hat zwar an mehrere asiatische Länder, wie die Philippinen, Burma, Indochina und Südvietnam Reparationen gezahlt, aber einzelne Zwangsarbeiter sind weder von der japanischen Regierung noch von den Firmen entschädigt worden. Mehrere ausländische Regierungen, darunter China und Indonesien, erklärten, auf Reparationen zu verzichten. Die japanische Regierung lehnt die Entschädigung gegenüber einzelnen Zwangsarbeitern ab. Koreaner und Chinesen führen jetzt mit Hilfe von japanischen Bürgerinitiativen Prozesse gegen die japanische Regierung und Firmen. Da die japanische Regierung alle Prozesse wegen Zwangsarbeit verboten hat, werden nun durch chinesische Rechtsanwälte die japanischen Unternehmen schriftlich aufgefordert, sich dafür zu entschuldigen und mit den Anwaltsvertretern Gespräche über die Entschädigungen der Zwangsarbeiter zu führen. Unter Berufung auf die Nachrichtenagentur Xinhua berichtet das China Internet Information Center über eine Liste von 20 japanischen Unternehmen, die von chinesischen Rechtsanwälten angeschrieben worden seien: „Medienberichten zufolge ständen auf der Liste mehrere berühmten [sic!] japanische Konzerne wie Mitsubishi, Sumimoto [sic!] und Nippon Mining. Einige von ihnen haben bereits Verhandlungen mit chinesischen Zwangsarbeitern gestartet.“ Von den insgesamt 40.000 Chinesen, die im Zeitraum von 1944 bis 1945 nach Japan entführt und zur harten Arbeit gezwungen wurden, sind noch etwa 700 Chinesen am Leben (Stand März 2009).

### Trostfrauen

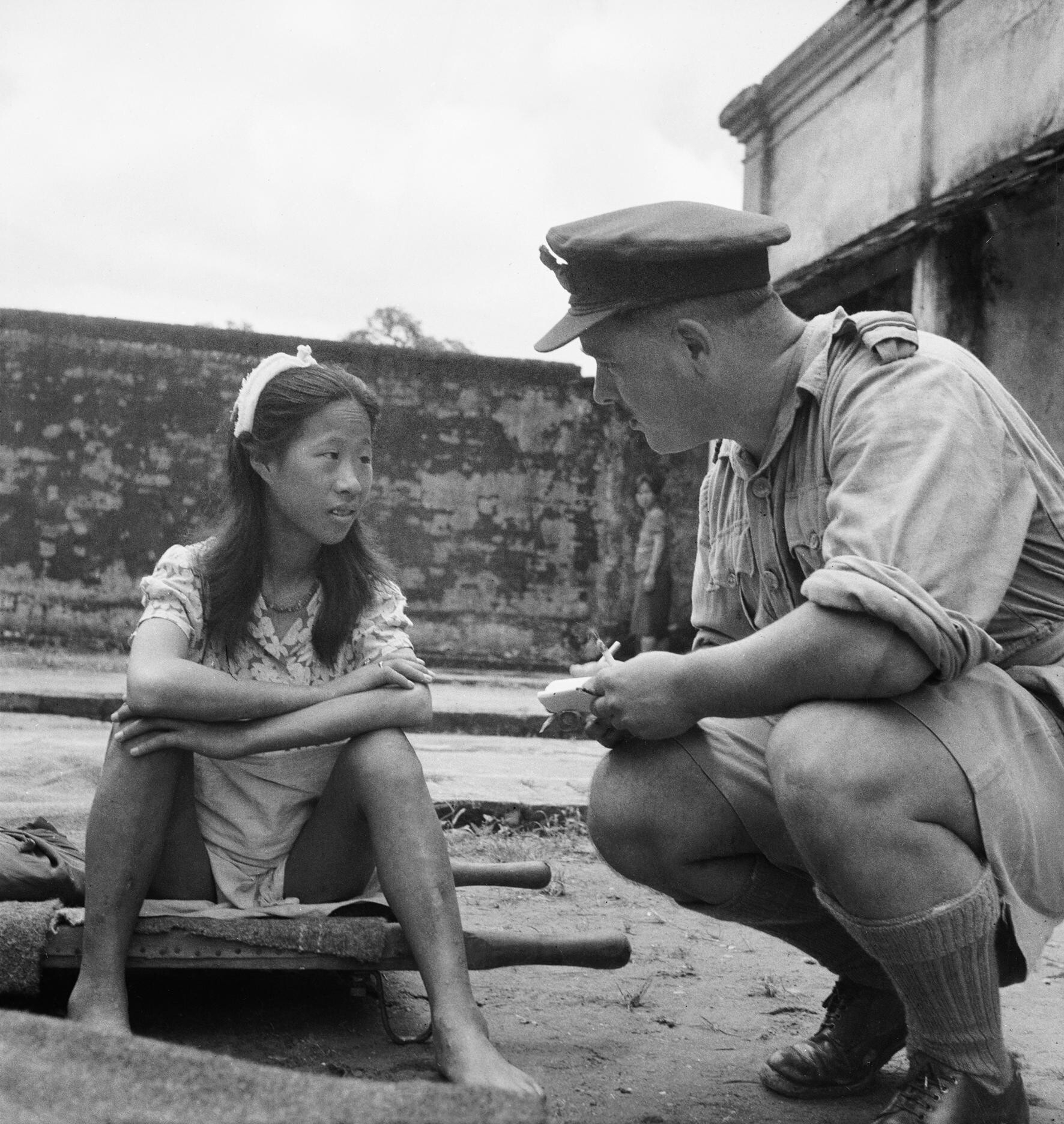
Chinesisches Mädchen einer japanischen Trosteinheit bei Befragung durch einen britischen Offizier, Rangun 8. August 1945

Der Begriff „Trostfrauen“ (ian-fu) ist ein Euphemismus für Frauen, die in Bordellen des japanischen Militärs während des Zweiten Weltkrieges zur Prostitution gezwungen wurden. Der asiatisch-pazifische Krieg war auch nicht der erste Fall, in dem Frauen von der japanischen Armee missbraucht wurden: Als sie 1918 Sibirien angriffen, nahm sie Prostituierte aus Japan mit. Mit dem Einfall in China 1932 wurde die Rekrutierung junger Frauen als Trostfrauen systematisiert. Die rekrutierten Frauen waren meist im Alter zwischen 14 und 25 Jahren, unverheiratet und hatten größtenteils keine Ausbildung. Jede Frau musste Tag für Tag etwa 30 bis 40 Soldaten zu Diensten sein. Viele starben noch vor dem Kriegsende an Krankheiten, Folter oder Hunger. In den letzten Kriegswochen wurden Tausende der Trostfrauen ermordet; nur etwa 30 Prozent überlebten den Krieg. Schätzungen gehen von 100.000 bis 300.000 betroffenen Mädchen und Frauen aus. In Japan spricht man von 10.000 bis 200.000 Opfern. Die Volksrepublik China gab (Stand 2007) 200.000 Opfer in ihrem Land an. Die meisten Opfer stammten aus Korea und Taiwan, aber auch aus anderen besetzten Gebieten wie Indonesien, Malaysia, den Philippinen und China. Teilweise stammten die Frauen auch aus Japan, den Niederlanden und Australien.
1992 veröffentlichte der Historiker Yoshiaki Yoshimi das Material über die Nachforschungen in den Archiven von Japan’s National Institute for Defense Studies. Yoshimi behauptete, dass es eine direkte Verbindung zwischen den kaiserlichen Institutionen wie der Kōa-in und den Comfort Stations (Militärbordelle) gab. Am 12. Januar 1993 sorgte die Veröffentlichung von Yoshimis Feststellungen in den japanischen Medien für Furore; die Regierung, vertreten durch den Kabinettschef Koichi Kato, erkannte noch am selben Tag einige der Tatsachen an. Am 17. Januar 1993 präsentierte Ministerpräsident Miyazawa Kiichi während einer Reise in Südkorea eine formelle Entschuldigung für das Leid der Opfer. Am 6. Juli 1993 und 4. August 1993 gab die japanische Regierung in einem Statement zu, dass die „Militärbordelle als Reaktion auf die Forderung des damaligen Militärs“ betrieben wurden und „Das japanische Militär wurde, direkt oder indirekt an der Gründung und Verwaltung der Militärbordelle und die Übertragung der Trostfrauen beteiligt“; die Frauen seien „in vielen Fällen gegen ihren Willen durch Zureden und Zwang rekrutiert“ worden.
Die Kontroverse wurde am 1. März 2007 erneut geführt, als der japanische Ministerpräsident Shinzo Abe die Vorschläge des US-Repräsentantenhaus-Ausschusses ablehnte, die japanische Regierung aufzufordern, die Rolle des japanischen kaiserlichen Militärs im Zweiten Weltkrieg wegen der sexuellen Sklaverei anzuerkennen und sich dafür zu entschuldigen. Shinzo Abe behauptete, es gebe keine Beweise dafür, dass die Frauen in die Militärbordelle gezwungen wurden. Abes Kommentar provozierte negative Reaktionen im Ausland. Zum Beispiel schrieb die New York Times am 6. März 2007:
Das waren keine kommerziellen Bordelle. Bei der Rekrutierung der Mädchen und Frauen wurde explizite und implizite Gewalt angewendet. In den Militärbordellen wurde nicht der Prostitution nachgegangen, sondern es fanden dort serielle Vergewaltigungen statt. Die Beteiligung der japanischen Armee ist in Japans National Institute for Defense Studies dokumentiert. Ein hochrangiger Beamter aus Tokio entschuldigte sich im Jahr 1993 mehr oder weniger für diese schrecklichen Verbrechen… Gestern hat er widerwillig die quasi-Entschuldigung 1993 anerkannt, aber nur als Teil einer präventiven Erklärung, seine Regierung werde den Aufruf für eine offizielle Entschuldigung ablehnen, der im Kongress der Vereinigten Staaten anhängig ist. Amerika ist nicht das einzige Land, das daran interessiert ist, dass Japan verspätet die volle Verantwortung übernimmt. Korea, China und die Philippinen sind auch nach Jahren der japanischen Zweideutigkeiten über das Thema wütend.
Am 17. April 2007 berichteten Yoshiaki Yoshimi und Hirofumi Hayashi, sieben Dokumente der Tokioter Prozesse gefunden zu haben, in denen angegeben wird, dass die kaiserlich-japanischen Militärkräfte – zum Beispiel die Tokkeitai (Militärpolizei der Marine) – Töchter von Männern, die die Kempeitai (Militärpolizei des Heeres) angegriffen hatten, zwangen, in Bordellen an der Front in China, Indochina und Indonesien zu arbeiten. Ursprünglich waren diese Dokumente bei den Kriegsverbrecherprozessen veröffentlicht worden. Eines dieser Dokumente zitiert einen Leutnant, der berichtet, ein solches Bordell eingerichtet und selbst genutzt zu haben. Eine andere Quelle berichtet von Tokkeitai-Mitgliedern, die Frauen von der Straße weg verhafteten, unter Zwang medizinisch untersuchen ließen und danach in die Bordelle brachten.
Am 12. Mai 2007 veröffentlichte Taichiro Kaijimura 30 Dokumente der niederländischen Regierung, die an das Tokioter Tribunal gesendet wurden, in denen von erzwungener Massen-Prostitution bei einem Vorfall 1944 in Magelang berichtet wird.
In anderen Fällen bezeugten einige Opfer aus Osttimor, dass sie noch vor ihrer ersten Menstruation immer wieder von japanischen Soldaten vergewaltigt wurden.
Jan Ruff-O'Hearn (jetzt wohnhaft in Australien), eine niederländisch-indonesische „Trostfrau“, wurde, als sie 21 war, über einen Zeitraum von drei Monaten „Tag und Nacht“ von japanischen Soldaten vergewaltigt. Jan Ruff-O'Hearn äußerte 2009, die japanische Regierung habe es versäumt, die Verantwortung für ihre Verbrechen zu übernehmen; sie wolle jetzt die Geschichte umschreiben, damit sie den Opfern keine Entschädigung zahlen müsse.
Im Jahre 1971 hat, als einzige bis zum heutigen Tag (Stand Juli 2007), eine japanische Frau ihre Aussage veröffentlicht. Unter dem Pseudonym Suzuko Shirota veröffentlichte sie ihre Memoiren, wie sie damals als 'Trostfrau' gezwungen wurde, für die Japanische Kaiserliche Armee in Taiwan zu arbeiten.
Nach 1945 wurden viele Dokumente vernichtet, damit man die Beteiligten nicht als Kriegsverbrecher zur Rechenschaft ziehen konnte. Viele Frauen wurden vom japanischen Militär ermordet oder an der Rückkehr in ihre Heimatländer gehindert. Diejenigen, die in Lager der Alliierten kamen, konnten nach einiger Zeit in ihre Heimat zurückkehren. Viele von ihnen schwiegen aus Scham über ihre Vergangenheit oder wurden stigmatisiert und an den Rand der Gesellschaft gedrängt. Bei den Kriegsverbrecherprozessen wurde die Zwangsprostitution nicht thematisiert.
Am 26. Juni 2007 verabschiedete der Auswärtige Ausschuss des US-Repräsentantenhauses eine Resolution, dass Japan sich entschuldigen und in einer klaren und unmissverständlichen Weise anerkennen solle, dass es für seine militärische Nötigung von Frauen zu sexueller Sklaverei während des Krieges die historische Verantwortung zu akzeptieren habe. Der japanische Premierminister Shinzo Abe bedauerte die Entscheidung des Repräsentantenhauses, das am 30. Juli 2007 die Resolution verabschiedete.
Am 28. Dezember 2015 schlossen Japan und Südkorea schließlich ein Abkommen, das den Disput der beiden Staaten um die Trostfrauen befrieden sollte. Im Zuge dieses Abkommens entschuldigte sich die japanische Regierung „von ganzem Herzen“ bei den Opfern der Trostfrauen-Praktik. Das Abkommen schloss darüber hinaus auch die Gründung der Reconciliation and Healing Foundation ein, die den Opfern eine Milliarde Yen zusichern sollte. Ein Großteil, 34 von 47 der damals noch lebenden ehemaligen Trostfrauen, akzeptierte diese Zahlungen Japans. Von südkoreanischer Seite wurde daraufhin bestätigt, dass der Streit nun „endgültig und unwiderruflich“ beigelegt sei.

### Plünderungen
Viele Historiker können belegen, dass die japanische Regierung und einzelne Armeeangehörige während des Zeitraums von 1895 bis 1945 an weit verbreiteten Plünderungen beteiligt waren. Die Plünderungen umfassten sämtliche Arten von wertvollen Gütern aus Banken, Depotbanken, Tempeln, Kirchen, sonstigen Gewerbe-Immobilien, Moscheen, Museen und privaten Haushalten inklusive privatem Landbesitz. Während der Besetzung von Nanking plünderten die Japaner Warenhäuser aus und raubten den Zivilisten alles, was sie hatten, eingeschlossen Schmuck, Münzen, Haustiere, Lebensmittel, Kleider, Kunstwerke, auch wertlose Sachen wie Zigaretten, Eier, Füllfederhalter und Knöpfe.

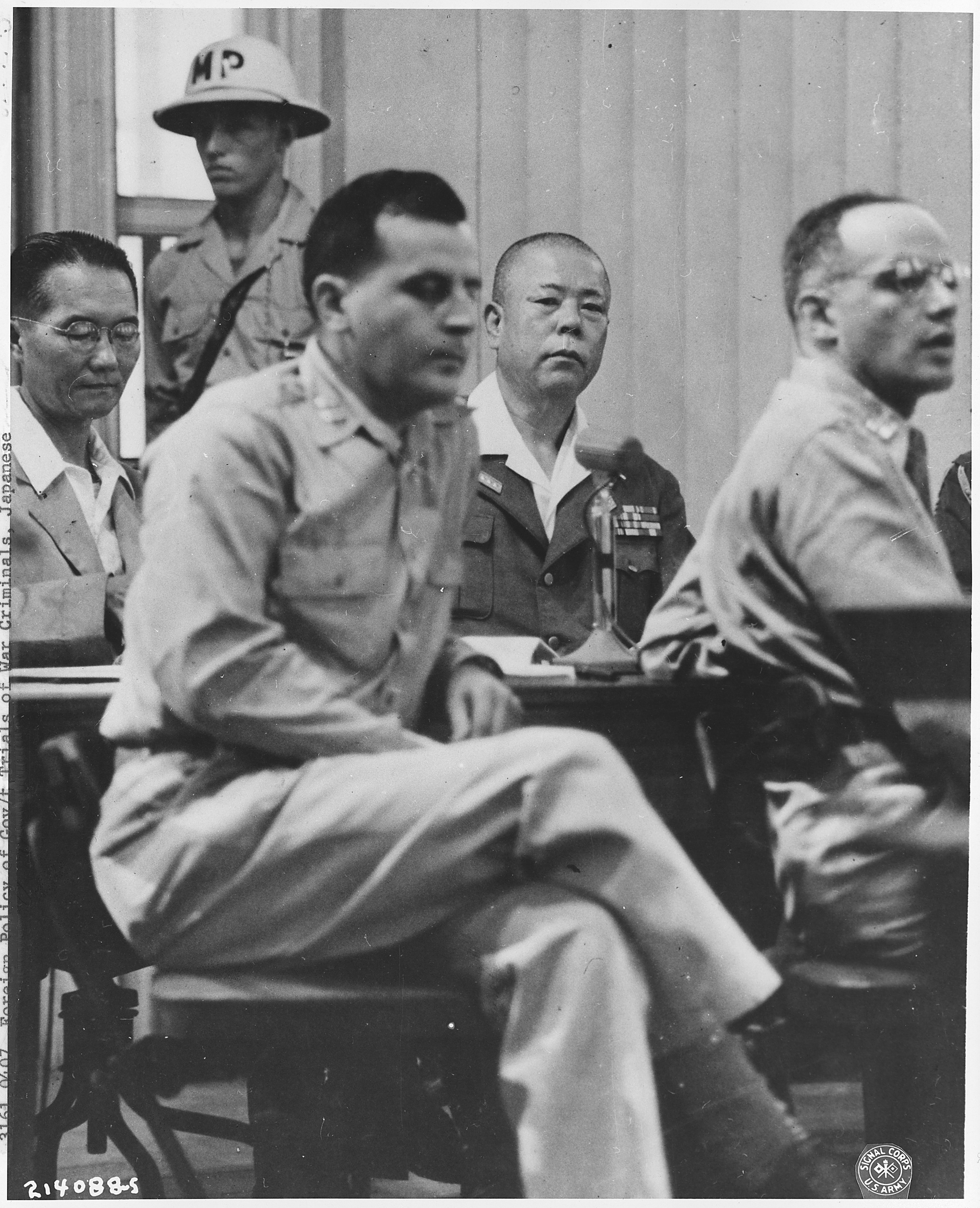
General Tomoyuki Yamashita (zweiter von rechts) wurde in Manila zwischen 29. Oktober und 7. Dezember 1945, von einer US-Militärkommission, in Bezug auf das Manila-Blutbad und frühere Vorkommen in Singapur angeklagt und zum Tod verurteilt.

Durch Plünderungen der japanischen Streitkräfte während des Zweiten Weltkriegs in Südostasien, wurde das sogenannte Yamashita-Gold, auch bekannt als der Yamashita-Schatz zusammengetragen; die Beute soll in Höhlen, Tunneln und unterirdischen Anlagen in den Philippinen versteckt worden sein. Der Schatz wurde nach dem japanischen General Yamashita Tomoyuki benannt, der auch „Tiger von Malaya“ genannt wurde. Obwohl Berichte von Personen, die den Schatz versteckt haben wollen, bekannt wurden, ist die Existenz auf den Philippinen, die in mehr als 50 Jahren Schatzsucher aus aller Welt anlockte, bei den meisten Experten umstritten. Gerüchten nach war der Schatz Gegenstand eines komplexen Prozesses, der im Jahr 1988 bei einem staatlichen Gericht auf Hawaii eingereicht wurde und an dem der philippinische Schatzsucher Rogelio Roxas und der ehemalige Präsident der Philippinen Ferdinand Marcos beteiligt waren.
Zu den Prominenten, die sich mit der Existenz von Yamashitas Gold beschäftigten, gehören auch Sterling und Peggy Seagrave. In ihrem Buch über Yamashitas Gold behaupten die Seagraves, dass die Plünderungen in einem großen Maßstab von Yakuza-Gangstern wie Kodama Yoshio organisiert wurden, und dass die höchsten Kreise der japanischen Gesellschaft, einschließlich Kaiser Hirohito, darin verwickelt waren. Die japanische Regierung beabsichtigte, mit der Beute aus Südostasien Japans Kriegsanstrengungen zu finanzieren. Weiter behaupten die Seagraves, dass Kaiser Hirohito zu diesem Zweck seinen Bruder Prinz Yasuhito Chichibu als Leiter einer geheimen Organisation namens Kin ernannte. Auch wird behauptet, dass viele von denen, welche die Standorte der versteckten Beute kannten, während des Krieges getötet oder später durch die Alliierten wegen Kriegsverbrechen hingerichtet oder inhaftiert worden seien. General Yamashita selbst wurde wegen Kriegsverbrechen am 23. Februar 1946 in Manila hingerichtet.
Gemäß verschiedener Berichte wurde die Beute zunächst in Singapur konzentriert und später auf die Philippinen gebracht. Die Japaner hofften nach Kriegsende den Schatz aus den Philippinen per Schiff auf die japanischen Hauptinseln zu bringen. Durch den fortgeschrittenen Pazifikkrieg im Jahre 1943 wurden den Japanern durch alliierte U-Boote und Flugzeuge immer schwerere Verluste auf ihre Handelsschiffe zugefügt, wobei auch einige Schiffe, die die Beute zurück nach Japan bringen sollten, versenkt wurden.
Die Seagraves, Lansdale und Santa Romana behaupten, dass der US-Militärgeheimdienst mit Unterstützung von Kaiser Hirohito und anderen hochrangigen japanischen Persönlichkeiten, einen Großteil der Goldbeute auf 176 zuverlässigen Banken in 42 verschiedenen Ländern verbracht hätten. Diese Golddepots wurden unter zahlreichen Decknamen angelegt, um die Identität der wahren Eigentümer geheim zu halten. Mit diesen Goldanlagen wurden während des Kalten Krieges die geheimdienstlichen Tätigkeiten der Vereinigten Staaten rund um die Welt finanziert. Diese Gerüchte haben viele hoffnungsvolle Schatzsucher inspiriert, aber die meisten Experten und Philippinen-Historiker sind der Meinung, dass es dafür keine glaubwürdigen Beweise gibt.
Im Jahre 1992 behauptete Imelda Marcos, dass Yamashitas Gold einen Großteil des Vermögens ihres Mannes Ferdinand ausmache.

## Kriegsverbrecherprozesse
Die Verfolgung japanischer Kriegsverbrecher wurde bereits in der Potsdamer Erklärung angekündigt. Nach der Kapitulation Japans wurden die mutmaßlichen Hauptkriegsverbrecher auf Veranlassung des Supreme Commander for the Allied Powers General Douglas A. MacArthur, verhaftet. Es wurden über 100 major war criminals festgenommen, allen voran der ehemalige Premierminister General Hideki Tōjō. Über sie wurde im Tokioter Prozess wegen Verbrechen gegen den Frieden gerichtet.
Neben dem Tokioter Prozess fanden zahlreiche weitere Verfahren wegen Kriegsverbrechen und Verbrechen gegen die Menschlichkeit statt. Zwischen Oktober 1945 und April 1951 wurden in 2244 Verfahren insgesamt etwa 5700 Angehörige des japanischen Militärs angeklagt. Gegen 984 Angeklagte wurde die Todesstrafe verhängt und in 920 Fällen vollstreckt. 1018 Personen wurden für nicht schuldig befunden, die übrigen Angeklagten in der Regel zu Gefängnisstrafen verurteilt, die teilweise ausgesetzt oder aufgehoben wurden. Zu dem Kreis der verurteilten Kriegsverbrecher gehörten auch 178 ethnische Taiwanesen und 148 ethnische Koreaner. Im Unterschied zum Tokioter Prozess wurde in vielen dieser Prozesse ein Schnellverfahren angewendet, das den Angeklagten wenig Zeit zur Vorbereitung ihrer Verteidigung ließ und deren Urteile meist ohne die Möglichkeit der Berufung oder Revision vollstreckt wurden. Den Angeklagten standen zum Teil nicht einmal Verteidiger oder Dolmetscher zur Seite. Verglichen mit dem Tokioter Prozess wurden die Maßstäbe eines fairen Verfahrens weitaus weniger beachtet.
Die von der japanischen Presse geforderte Aburteilung der Kriegsverbrecher durch japanische Gerichte nach dem Vorbild der Leipziger Prozesse in den 1920er Jahren lehnte das US-Militär wegen des damaligen Misserfolgs ab.

### Tokioter Prozesse

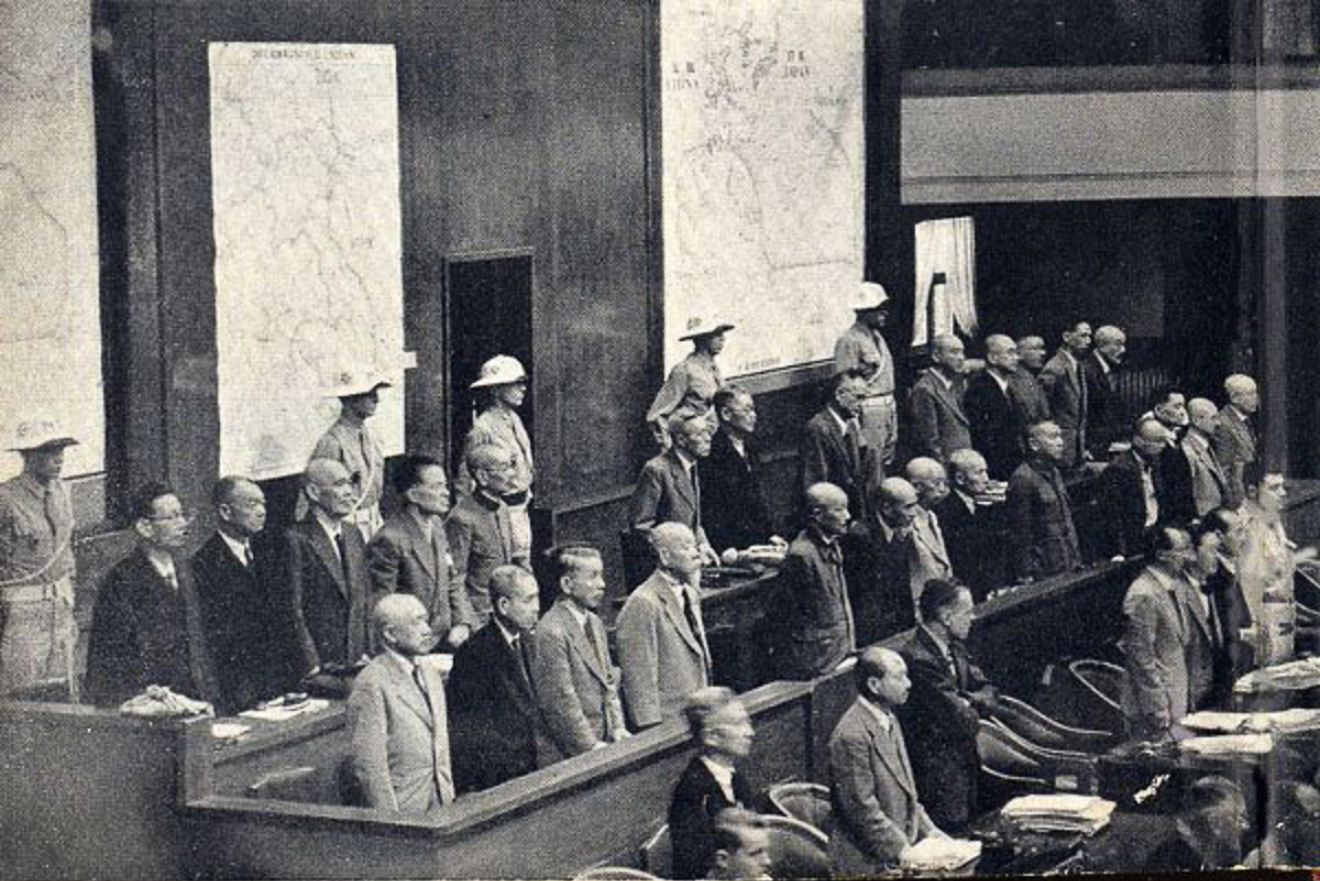
Angeklagte im Tokioter Prozess, 1946

Die Hauptkriegsverbrecher wurden am 29. April 1946 vor dem Internationalen Militärgerichtshof für den Fernen Osten (International Military Tribunal for the Far East, IMTFE) in Tokio aufgrund Art. 5 der Charter of the International Military Tribunal for the Far East insbesondere wegen Verbrechen gegen den Frieden angeklagt. Vorbild war der Nürnberger Prozess gegen die Haupt-NS-Kriegsverbrecher. Das Gericht setzte sich aus 11 verbündeten Nationen (Australien, Kanada, China, Frankreich, Großbritannien, Indien, den Niederlanden, Neuseeland, den Philippinen, der Sowjetunion und den Vereinigten Staaten von Amerika) zusammen. Von den festgenommenen Verdächtigen der A-Klasse wurde 28 Männern der Prozess vor dem IMTFE in Tokio gemacht. Angeklagt waren neun Zivilisten und 19 Militärangehörige, darunter waren vier ehemalige Premierminister (Hiranuma, Hirota, Koiso und Tojo), drei ehemalige Außenminister (Matsuoka, Shigemitsu und Togo), vier ehemalige Kriegsminister (Araki, Hata, Itagaki und Minami), zwei ehemalige Minister der Marine (Nagano und Shimada), sechs ehemalige Generäle (Doihara, Kimura, Matsui, Muto, Sato und Umezu), zwei ehemalige Botschafter (Oshima und Shiratori), drei ehemalige Führungskräfte aus dem Wirtschafts- und Finanzwesen (Hoshino, Kaya und Suzuki), ein kaiserlicher Berater (Kido), ein radikaler Theoretiker (Okawa), ein Admiral (Oka) und ein Oberst (Hashimoto).
Von den 28 Angeklagten starben Yosuke Matsuoka und Osami Nagano eines natürlichen Todes während des Prozesses. Der Angeklagte Shumei Okawa hatte am ersten Prozesstag einen Nervenzusammenbruch, worauf er in eine psychiatrische Klinik eingewiesen wurde und im Jahre 1948 als freier Mann entlassen wurde. Die restlichen 25 Angeklagten wurden alle für schuldig befunden, viele davon für mehrfache Tatbestände. Sieben Verurteilte wurden mit dem Tod durch Erhängen bestraft, 16 Kriegsverbrecher wurden zu lebenslanger Haft und zwei zu zeitlich befristen Gefängnisstrafen verurteilt. Drei der 16 zu lebenslanger Haft verurteilten Kriegsverbrecher starben zwischen 1949 und 1950 im Gefängnis. Die verbleibenden 13 Kriegsverbrecher wurden zwischen 1954 und 1956 auf Bewährung entlassen und haben somit für ihre Verbrechen gegen Millionen von Menschen nur etwa acht Jahre im Gefängnis gesessen.
Hirohito und alle Mitglieder der kaiserlichen Familie, die in den Krieg verwickelt waren, wie Prinz Chichibu, Prinz Asaka und Prinz Takeda Higashikuni, wurden entlastet und von den Strafverfolgungsmaßnahmen durch General MacArthur verschont. Viele Historiker kritisieren diese Entscheidung (laut John Dower mit der „vollen Unterstützung der MacArthur-Zentrale, die Strafverfolgung funktioniert in der Tat als Verteidigung für den Kaiser.“). Sogar japanische Aktivisten, welche die Ideale der Nürnberger und Tokio Charta befürworten und die daran gearbeitet haben, die Gräueltaten des Showa-Regimes zu dokumentieren und zu veröffentlichen, können „die amerikanische Entscheidung, den Kaiser von der Verantwortung des Krieges zu entlasten, der dann noch in der Frische des Kalten Krieges öffentlich beschuldigte Kriegsverbrecher wie den späteren Premierminister Kishi Nobusuke umarmt, nicht verteidigen.“ Herbert Bix, „MacArthurs wirklich außergewöhnliche Maßnahme, Hirohito als Kriegsverbrecher vor den Prozess zu retten, hatte eine dauerhafte und tief verzerrende Auswirkung auf das japanische Verständnis des verlorenen Krieges.“

### Weitere Verfahren vor Militärgerichten
Ab 1945 fanden auf Guam, in der Sowjetunion und in China aufgrund nationaler Gesetzgebung sowie von den Briten, Niederländern Australiern und Franzosen durch das South East Asia Command (SEAC) legitimierte Kriegsverbrecherprozesse gegen Japaner an rund 50 weiteren Schauplätzen des Pazifikkriegs statt. Angeklagt wurden hier nur Kriegsverbrechen und Verbrechen gegen die Menschlichkeit. Rund 5700 Personen wurden in Japan angeklagt, mehr als 2200 Personen vor Militärgerichten außerhalb von Japan. Den Angeklagten, meist höhere Offiziere, wurde die Planung und Anordnung beziehungsweise die Nichtverhinderung von Verbrechen vorgeworfen.
Die einzelnen Siegermächte wendeten dabei jeweils eigene Verfahrensordnungen an. Die vorsitzenden Richter aus den Vereinigten Staaten, Großbritannien, Australien, den Niederlanden, Frankreich, Neuseeland, Indien und den Philippinen tauschten sich jedoch über ihre Verhandlungsführung aus, wenngleich jedes Land dabei eigene Prioritäten setzte. Darüber hinaus hat China eine Reihe von Strafverfahren gegen japanische Personen eingeleitet. Von den mehr als 4400 verurteilten Japanern wurden etwa 1000 Japaner zum Tode verurteilt.
Die Kriegsverbrecherprozesse von Guam waren Verhandlungen gegen Mitglieder der Kaiserlichen Japanischen Armee, die im Pazifikkrieg Verbrechen gegen die Gebräuche des Krieges begangen hatten. Bei den Gerichten handelte es sich um Militärtribunale (military tribunal) nach US-amerikanischem Muster. Bis zum 21. Mai 1949 fanden die Prozesse ihren Abschluss. In insgesamt 47 Verhandlungen gegen zusammen 123 Angeklagte kam es zu 113 Verurteilungen und zehn Freisprüchen. 30 Verurteilte wurden zum Tode verurteilt. Zehn dieser Todesurteile wurden vollstreckt; ohne die umgewandelten Todesurteile gab es 16 Verurteilungen zu lebenslangen Haftstrafen.
Im Dezember 1949 wurden in dem Kriegsverbrecherprozess von Chabarowsk (Sowjetunion) 12 Angehörige der japanischen Kwantung-Armee angeklagt, die an der Entwicklung biologischer Waffen beteiligt waren. Unter den Angeklagten waren der letzte Befehlshaber der Kwantung-Armee Yamada Otozō und fünf weitere Generäle der Kwantung-Armee. Die Mehrzahl der Angeklagten waren Mediziner oder Biologen. Alle 12 Angeklagten wurden wegen Kriegsverbrechen im Zusammenhang mit der Entwicklung, der Produktion und dem Einsatz chemischer und biologischer Waffen im chinesischen Schauplatz des Zweiten Weltkrieges zu Haftstrafen zwischen zwei und 25 Jahren verurteilt.

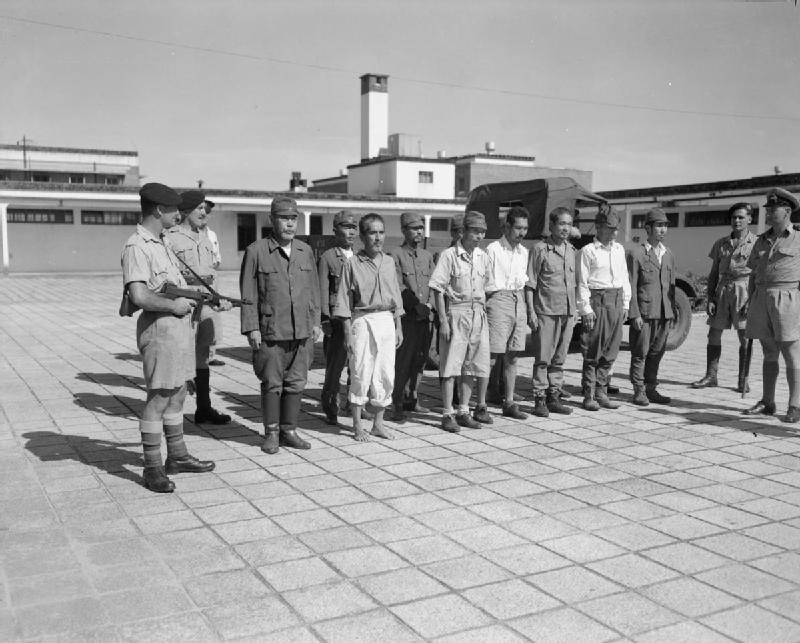
Japanische Kriegsverbrecher in Hongkong vor ihrem Abtransport ins Stanley Prison

Das Kriegsverbrechertribunal von Nanjing wurde 1946 von der chinesischen Regierung Chiang Kai-shek eingesetzt. Vier Offiziere der Kaiserlichen Japanischen Armee wurden für Verbrechen während des Zweiten Japanisch-Chinesischen Krieges angeklagt und zum Tode verurteilt: Generalleutnant Hisao Tani, Kompaniechef Hauptmann Gunkichi Tanaka und die Leutnants Toshiaki Mukai und Tsuyoshi Noda, die gegeneinander in einem Wettbewerb gestanden hatten, wer zuerst 100 Menschen mit einem Schwert töten würde (Hyakunin-giri Kyōsō). Iwane Matsui wurde im Tokioter Prozess abgeurteilt; Prinz Kotohito Kan’in, Kesago Nakajima und Heisuke Yanagawa waren seit 1945 tot, Isamu Cho hatte Selbstmord begangen und Prinz Asaka wurde von General Douglas MacArthur als Mitglied der kaiserlichen Familie Immunität gewährt, somit war Hisao Tani der einzige hohe Offizier, der für das Massaker von Nanking angeklagt wurde. Am 6. Februar 1947 wurde er schuldig gesprochen und am 10. März durch ein Erschießungskommando hingerichtet. Die beiden an dem Tötungswettbewerb beteiligten Offiziere und Hauptmann Gunkichi Tanaka wurden ebenfalls zum Tod verurteilt und hingerichtet. Nach offizieller Schätzung des Internationalen Militärgerichtshofs in Tokyo kamen bei dem Massaker von Nanjing 200.000 Menschen ums Leben.
Die weiteren Kriegsverbrecherprozesse in China waren Verhandlungen gegen Japaner, die im Zweiten Japanisch-Chinesischen Krieg zwischen 1937 und 1946 Verbrechen gegen die Gebräuche des Krieges begangen hatten. Dabei handelte es sich um Verfahren, die unter der Regie der nationalchinesischen Regierung vor 1949 einberufen wurden. Diese Prozesse sind zu unterscheiden von den US-Kriegsgerichten, die in Shanghai Verbrechen gegen amerikanische Flieger sühnten.
Das größte einzelne Strafverfahren behandelte das Laha Massaker von 1942. Es wurden 93 Personen der ehemaligen japanischen Streitkräfte wegen der Hinrichtung von mehr als 300 alliierten Kriegsgefangenen angeklagt. Zu den Verurteilten gehörte auch der ethnische koreanische Generalleutnant Hong Sa-ik, der für die Organisation von Kriegsgefangenenlagern auf den Philippinen verantwortlich war. Im Jahr 2006 begnadigte die südkoreanische Regierung 83 von den 148 inhaftierten koreanischen Kriegsverbrechern.
Die Kriegsverbrecherprozesse von Yokohama waren Verhandlungen gegen Japaner, die im Pazifikkrieg Verbrechen gegen die Gebräuche des Krieges begangen hatten. Bei den Gerichten handelte es sich um Militärtribunale (military commission) nach amerikanischem Muster. Hier wurden die Regulations for the Trial of War Criminals George VI. von Juni 1945 angewandt. Zuständig war die in Yokohama stationierte Eighth United States Army. Von den von der US-Armee in Asien insgesamt angesetzten 474 Verhandlungen fanden 319 in Yokohama statt.
Die Kriegsverbrecherprozesse in Manila wurden bis 31. Dezember 1946 von Gerichten der amerikanischen Kolonialmacht, danach von dem durch den philippinischen Präsidenten Manuel Roxas im Juli 1947 begründeten National War Crimes Office geführt. Gegenstand waren die während der Schlacht um die Philippinen begangenen japanischen Kriegsverbrechen. Da das Commonwealth der Philippinen zu jener Zeit ein Außengebiet der Vereinigten Staaten war, fanden die Prozesse unter US-amerikanischer Führung statt, wenn auch Carlos P. Rómulo als Vertreter der Philippinen der Far Eastern Commission angehörte.

## Nachkriegszeit Ereignisse und Reaktionen

### Bewährung für Kriegsverbrecher
Im Jahre 1950 waren die meisten alliierten Kriegsverbrecherprozesse beendet; Tausende von verurteilten Kriegsverbrechern waren in den Gefängnissen in Asien und ganz Europa inhaftiert, in den Ländern, in denen sie verurteilt wurden. Einige Todesurteile waren von vielen Tribunalen der Alliierten noch nicht vollstreckt worden. Durch die Einführung eines Bewährungssystems überdachten einige Tribunale ihre Urteile aber, ohne auf die Kontrolle über das Schicksal der inhaftierten Kriegsverbrecher zu verzichten, auch nachdem Japan und Deutschland ihren Status als souveräne Staaten wiedererlangt hätten.
Eine intensive und breit unterstützte Aktion für eine Amnestie für alle inhaftierten Kriegsverbrecher entspann sich erst, als sich die Aufmerksamkeit auf die Mehrheit der „normalen“ Kriegsverbrecher der B- und C-Klasse in Japan konzentrierte und die Frage der strafrechtlichen Verantwortlichkeit als ein humanitäres Problem überdacht wurde.
Am 7. März 1950 erließ MacArthur eine Richtlinie, dass für gutes Benehmen das Strafmaß um ein Drittel reduziert wird, und ermächtigte die Gerichte, die lebenslangen Freiheitsstrafen nach Verbüßung von 15 Jahren auf Bewährung auszusetzen. Wegen schlechter Gesundheit wurden einige der Gefangenen schon früher auf Bewährung entlassen.
Die japanische Reaktion der Bevölkerung auf den Tokioter Prozess fand ihren Ausdruck in der Forderung nach Milderung der Strafen von Kriegsverbrechern und in der Agitation für Bewährungen. Kurz nachdem der Friedensvertrag von San Francisco im April 1952 in Kraft getreten war, begann eine Bewegung um die Freilassung von B- und C-Klasse-Kriegsverbrechern. Die Betonung der „Ungerechtigkeit der Kriegsverbrechertribunale“ und des „Elends und der Not der Familien von Kriegsverbrechern“ erlangte rasch die Unterstützung von mehr als zehn Millionen Japanern. Angesichts dieses massiven Anstiegs der öffentlichen Meinung kommentierte die japanische Regierung, dass „die öffentliche Meinung in unserem Land ist, dass die Kriegsverbrecher keine Kriminellen sind. Vielmehr sammeln sie große Sympathie als Opfer des Krieges, und die Zahl der Menschen, die über das Kriegsverbrecherprozesssystem betroffenen sind, ist stetig gestiegen.“ Die Bewegung für die Bewährung von Kriegsverbrechern wurde von zwei Gruppen angetrieben: denjenigen, die von außen „ein Gefühl von Mitleid“ für die Gefangenen hatten, und die Kriegsverbrecher selbst, die für ihre eigene Version als Teil einer Anti-Kriegs-Friedensbewegung aufgerufen hatten. Die Bewegung, die von „einem Gefühl des Mitleids“ getrieben wurde, forderte die Freiheit für die Kriegsverbrecher, unabhängig davon, auf welche Art dies erreicht wird.
Am 4. September 1952 erließ Präsident Harry S. Truman die Executive Order 10393 zur Schaffung eines Gremiums zur Strafmilderung und Bewährung von Kriegsverbrechern. Demnach konnte die japanische Regierung Strafen, die gegen japanische Kriegsverbrecher vor Militärgerichten verhängt wurden, zur Bewährung aussetzen oder das Strafmaß herabsetzen.
Am 26. Mai 1954 lehnte Staatssekretär John Foster Dulles eine vorgeschlagene Amnestie für die inhaftierten Kriegsverbrecher ab, stattdessen vereinbarte er eine „Änderung der Spielregeln“, indem die Frist für die Förderfähigkeit der Bewährung von den erforderlichen 15 Jahren auf 10 Jahre herabgesetzt wird.
Bis Ende 1958 wurden alle japanischen A-, B- und C-Klasse-Kriegsverbrecher aus dem Gefängnis entlassen und politisch rehabilitiert, darunter auch die in den Jahren 1954 und 1955 auf Bewährung entlassenen Hashimoto Kingorō, Hata Shunroku, Minami Jirō und Oka Takazumi sowie Araki Sadao, Hiranuma Kiichiro, Hoshino Naoki, Kaya Okinori, Kido Koichi, Hiroshi Oshima, Shimada Shigetarō und Suzuki Teiichi. Sato Kenryō gilt als einer der verurteilten Kriegsverbrecher, der nach Meinung einiger japanischen Persönlichkeiten, darunter auch Richter B.V.A. Röling, seine verdiente Freiheitsstrafe bekommen habe und erst im März 1956, als letzten japanischen A-Klassen Kriegsverbrecher auf Bewährung entlassen wurde. Am 7. April 1957 verkündete die japanische Regierung, dass mit mehrheitlicher Zustimmung der für die Verurteilung zuständigen Gerichte den letzten zehn großen japanischen Kriegsverbrechern eine Begnadigung gewährt wurde.

### Offizielle Entschuldigung
Die japanische Regierung ist der Auffassung, dass die rechtlichen und moralischen Positionen in Bezug auf Kriegsverbrechen getrennt sind. Unter Beibehaltung, dass Japan keine internationalen Gesetze oder Verträge verletzt hat, habe die japanische Regierung offiziell die Leiden, die das japanische Militär verursacht hat, erkannt, und es wurden zahlreiche Entschuldigungen von der japanischen Regierung ausgesprochen. Zum Beispiel hat Premierminister Murayama Tomiichi am 15. August 1995 zum 50-jährigen Jubiläum des Endes des Zweiten Weltkriegs in der sogenannten Murayama-Erklärung festgestellt, dass „Japan durch seine Kolonialherrschaft und Aggression enorme Schäden und Leiden der Menschen in vielen Ländern, insbesondere denen der asiatischen Nationen, verursachte“. Er drückte außerdem „seine Gefühle der tiefen Reue“ aus und erklärte seine „herzliche Entschuldigung“. Diese Erklärung ist offiziell bis heute die Haltung der japanischen Regierung zur Kriegsvergangenheit.
In einem gemeinsamen Kommuniqué der Regierung Japans und der Regierung der Volksrepublik China vom 29. September 1972 erklärte auch der japanische Premierminister Tanaka Kakuei in der Präambel: „Die japanische Seite empfindet tief die Verantwortung für den schweren Schaden, den Japan im Krieg dem chinesischen Volk zugefügt hat und hält Einkehr in sich selbst“.
Im April 2005 sagte Ministerpräsident Jun’ichirō Koizumi in einer Rede vor dem Asien-Afrika-Gipfel: „In der Vergangenheit hat Japan durch seine koloniale Herrschaft und Aggression den Menschen vieler Völker, vor allem in den asiatischen Ländern, furchtbaren Schaden und Leid zugefügt.“ Er empfinde „tiefe Reue“ für seine Kriegsvergangenheit. Es ist nicht das erste Mal, dass sich Japan für seine Kriegsverbrechen im Zweiten Weltkrieg entschuldigt. Koizumis Ausführungen stimmen mit Japans früheren Erklärungen überein. Doch ist es das erste Mal seit über einem Jahrzehnt, dass ein japanischer Ministerpräsident sie in einer Rede bei einem internationalen Treffen anführte. Koizumis Rede wurde als Versuch gewertet, anti-japanische Stimmungen in China und Südkorea zu dämpfen. Diese waren aufgekocht, nachdem Japan ein Unterrichtsbuch zugelassen hatte, das Kritikern zufolge die japanischen Verbrechen im Krieg verharmlost.
Auch am 60. Jahrestag der Kapitulation seines Landes hat sich der japanische Ministerpräsident Junichiro Koizumi für das von Japan im Zweiten Weltkrieg verursachte Leiden entschuldigt. Zugleich zeigte er sich willens, sich mit den asiatischen Nachbarn (namentlich China und Südkorea) für Frieden und Entwicklung in der Region einzusetzen. Japan habe durch Kolonialherrschaft und Invasionskrieg in vielen Ländern, vor allem in Asien, „enormen Schaden und Leid verursacht“, sagte Koizumi in einer Erklärung. Zwar sind Koizumis Worte der Entschuldigung eine Wiederholung dessen, was er im April 2005 beim Asien-Afrika-Gipfel in Jakarta gesagt hatte; dass er sich jedoch direkt auf China und Südkorea bezog, wertete die Nachrichtenagentur Kyodo als einen Versuch, die zuletzt schwer belasteten Beziehungen zu verbessern.
Allerdings werden die offiziellen Entschuldigungen weithin als unzureichend angesehen oder nur als ein symbolischer Tausch für viele der Überlebenden solcher Verbrechen oder für die Familien der toten Opfer. Im Rahmen seiner ersten Auslandsreise in die VR China äußerte Ministerpräsident Shinzo Abe bei der Pressekonferenz im Anschluss an den Besuch am 8. Oktober 2006 auf Fragen der Presse: „Unser Land habe in den sechzig Jahren seit Kriegsende seinen Weg auf der Grundlage tiefen Bedauerns über die Tatsache beschritten, dass Japan in der Vergangenheit den Menschen in den Ländern Asiens großen Schaden und Leid zugefügt und bei diesen Menschen Narben hinterlassen habe. Ich habe versichert, dass dieses Gefühl von den Menschen, die in diesen sechzig Jahren gelebt haben, und auch von mir selbst geteilt wird. Daran werde sich auch in Zukunft nichts ändern“. In derselben Pressekonferenz äußerte sich Ministerpräsident Abe auch zu der Frage nach Koizumis umstrittenen Besuchen des Yasukuni-Schreins in Tokio – des Schreines, in dem die Kriegstoten Japans (einschließlich verurteilter Kriegsverbrecher) eingesegnet sind – und dass er seine Auffassung dazu erläutert habe. „Zur Frage, ob ich den Yasukuni-Schrein besucht habe oder ihn besuchen möchte, habe ich gesagt, dass ich mich nicht äußern werde, da dies zu einer diplomatischen und politischen Angelegenheit geworden ist. Ich werde mich darüber nicht auslassen.“ Viele Menschen, die durch japanische Kriegsverbrechen geschädigt wurden, behaupten, dass keine Entschuldigung für bestimmte Handlungen erteilt wurde, beziehungsweise dass die japanische Regierung lediglich „Bedauern“ oder „Reue“ geäußert habe.
Am 2. März 2007 wurde das Thema wieder von dem japanischen Ministerpräsidenten Shinzo Abe aufgeworfen, indem er leugnete, dass das japanische Militär während des Zweiten Weltkrieges Frauen zu sexueller Sklaverei gezwungen habe. Nach der Meinung von Shinzo Abe gibt es keine Beweise dafür, dass die Frauen in Militärbordelle gezwungen wurden. Diese negative Reaktion hat die asiatischen und westlichen Länder provoziert. Sie unterstützt die Meinung derer, die Tokio vorwerfen, nicht in vollem Umfang für die Grausamkeiten des Krieges zu sühnen. Aufgrund der heftigen Diskussion um das umstrittene Thema war schließlich auch Premierminister Abe zu einer entschuldigenden Äußerung gezwungen, nahm seine vorangegangenen Äußerungen jedoch nicht zurück.
Am 31. Oktober 2008 wurde der Stabschef der japanischen Luftverteidigungsstreitkräfte Toshio Tamogami mit einer Abfindung von 60 Millionen Yen (etwa 670.000 US-Dollar) entlassen. In einer veröffentlichten Studie äußerte sich Toshio Tamogami mit dem Argument, dass Japan im Zweiten Weltkrieg kein Aggressor war, sondern der Krieg China, Taiwan und Korea den Wohlstand brachte. Weiter argumentiert er, dass auch das Verhalten der kaiserlichen japanischen Armee nicht gewalttätig gewesen sei und der Großostasien-Krieg von vielen asiatischen Ländern in positiver Weise gesehen werde, aber sie kritisieren die Kriegsverbrecherprozesse. Am 11. November verteidigte Tamogami seine umstrittene Rechtfertigung des Krieges Japans vor dem Ausschuss des Oberhauses für auswärtige Angelegenheiten und Verteidigung. Tamogami ist der Meinung, dass die persönliche Entschuldigung, die 1995 vom ehemaligen Premierminister Tomiichi Murayama vorgebracht wurde, nur „ein Werkzeug, um die Redefreiheit zu unterdrücken“ war. Allerdings wird in der japanischen Gesellschaft auch die Meinung vertreten, Murayamas Entschuldigung habe nicht genügt. Vielmehr müsse der japanische Premierminister oder der Kaiser das Dogeza durchführen. In diesem Zusammenhang wird auch auf Willy Brandts Kniefall am Denkmal für die jüdischen Opfer des Warschauer Ghettos im Jahr 1970 als Beispiel für einen leistungsfähigen und effektiven Akt der Entschuldigung und Versöhnung verwiesen.
Bei John Borneman, Professor der Anthropologie an der Cornell University, heißt es unter Berufung auf die Aktion Brandt als ein Beispiel, „eine Entschuldigung stellt eine nichtmateriellen oder rein symbolischen Tausch dar, bei dem der Täter freiwillig seinen eigenen Status als Person senkt“. Borneman weiter: Sobald diese Art der Entschuldigung gegeben wird, muss der Verletzte bereit sein, zu verzeihen und die Versöhnung suchen, ansonsten hat die Entschuldigung noch keine Wirkung. Der Geschädigte kann die Entschuldigung aus mehreren Gründen ablehnen, von denen einer ausreicht, um die Versöhnung zu verhindern, denn „indem sie das Gedächtnis der Wunde lebendig halten, verhindern Ablehnungen eine Bestätigung der gegenseitigen Menschlichkeit, indem sie die Energie instrumentalisiert, die im Status eines dauerhaften Opfers eingebettet wird“.
Die Argumentation, dass eine Nation zögert, die versöhnlichen Gesten Japans zu akzeptieren, liegt an der Tatsache, dass Japan keine tiefe Reue empfindet und nicht aufrichtig um Entschuldigung bittet. Solange Japan seine Fehler nicht offen anerkennt, sich aufrichtig entschuldigt und Entschädigungen leistet, wird Japan, auch wenn es noch so laut das Leid beklagt, das es selbst erleben musste, in der internationalen Gemeinschaft auf kein Verständnis stoßen.

### Wiedergutmachung
Es ist eine weitverbreitete Wahrnehmung, dass die japanische Regierung nicht die rechtliche Verantwortung für die Entschädigung akzeptiert habe, und als direkte Folge dieser Verweigerung versäumt habe, die einzelnen Opfer der japanischen Gräueltaten zu kompensieren. Insbesondere bestehen eine Reihe prominenter Menschenrecht- und Frauenrecht-Organisationen, die in Japan immer noch eine moralische oder rechtliche Verantwortung für die individuelle Entschädigung der Opfer sehen, vor allem gegenüber den Mädchen und Frauen, die durch das japanische Militär in den besetzten Ländern in Militärbordelle gezwungen wurden.
Die japanische Regierung akzeptiert offiziell die Voraussetzung für eine finanzielle Entschädigung für Opfer von Kriegsverbrechen gemäß der Potsdamer Erklärung. Die Einzelheiten dieser Entschädigung wurden in bilateralen Verträgen mit einzelnen Ländern geregelt, außer mit Nordkorea, da Japan Südkorea als die einzige legitime Regierung der Koreanischen Halbinsel anerkennt. Von den beteiligten asiatischen Ländern wurden entweder die Ansprüche auf Entschädigung aufgegeben oder von Japan im Rahmen von spezifischen Vereinbarungen ausgezahlt, um für die einzelnen Entschädigungen verwendet zu werden. In einigen Fällen, wie mit Südkorea und Indonesien, wurde der Ausgleich nicht an die Opfer ausgezahlt, sondern für politische Projekte und andere Werke verwendet. Aus diesem Grund erhielten eine große Anzahl von einzelnen Opfern in Asien keine Entschädigung.
Daher vertritt die japanische Regierung den Standpunkt, dass der richtige Weg für die weiteren Forderungen die jeweiligen Regierungen der Antragsteller seien. Als Ergebnis wurde jedem einzelnen Anspruch auf Entschädigung, der vor japanischen Gerichten eingebracht wurde, die Annahme versagt. Dies war der Fall in Bezug auf einer Klage eines ehemaligen britischen Kriegsgefangenen, der erfolglos versuchte, die japanische Regierung für eine zusätzliche Entschädigung zu verklagen. Als Folge zahlte die britische Regierung später eine zusätzliche Entschädigung für alle britischen Kriegsgefangenen. In Japan gab es Beschwerden, dass die internationalen Medien lediglich festgestellt haben, dass die ehemaligen Kriegsgefangenen eine Entschädigung verlangen und nicht klarstellten, dass es sich um eine weitere Entschädigung (zusätzlich zu der zuvor von der japanischen Regierung schon gezahlten) handelt.
Alle vor US-Gerichten gestellten Anträge auf zusätzliche Entschädigung ehemaliger Soldaten, die in japanischer Kriegsgefangenschaft waren, wurden abgelehnt, da durch internationale Abkommen der USA weitere Einzelklagen auf Entschädigung für im Krieg geleistete Zwangsarbeit ausgeschlossen wurden.
Der Grundlagenvertrag zwischen der Republik Korea und Japan wurde am 22. Juni 1965 unterzeichnet. Während der Vertragsverhandlungen schlug die japanische Regierung vor, eine finanzielle Entschädigung für die individuellen koreanischen Opfer zu zahlen, im Einklang mit den Zahlungen an die westlichen Kriegsgefangenen. Die südkoreanische Regierung bestand darauf, dass Japan (statt die Geldzahlungen an die Opfer zu leisten) der südkoreanischen Regierung die Mittel für die wirtschaftliche Entwicklung des Landes zur Verfügung stellt. Südkorea erhielt 800 Millionen US-Dollar an Zuschüssen und Darlehen aus Tokio als Reparationen. In der Mitte der 1970er Jahre bezahlte die südkoreanische Regierung unter dem damaligen Präsident Park Chung-hee, im Rahmen des vorläufigen Rechts, nur einen Teilbetrag der Reparationen an einigen Kriegsopfern aus. Erst im Jahr 2004 hat die südkoreanische Regierung den Inhalt der Verhandlungen veröffentlicht, obwohl er schon seit Vertragsabschluss bei der japanischen Öffentlichkeit bekannt war. Nach Bekanntgabe der Verhandlungsdaten durch die südkoreanische Regierung verklagten eine Reihe von Berechtigten die Regierung auf Zahlung einer individuellen Opferentschädigung. Da die Entschädigungsgesetze für die betroffenen Koreaner am 31. Dezember 1982 abgeschafft wurden, lagen keine rechtlichen Gründe für eine Entschädigung vor, sodass die Klagen abgewiesen wurden.
Im Jahre 1972 haben China und Japan mit einem Vertrag die Beziehungen normalisiert und einander versichert, in die Zukunft schauen zu wollen. Die chinesische Regierung verzichtete auf Reparationszahlungen, die japanische gewährte im Gegenzug hohe Kredite als Entwicklungshilfe. Zwar hat die chinesische Regierung auf die moralische oder rechtliche Verantwortung für die Entschädigung verzichtet, doch weisen Kritiker darauf hin, dass Japan in Verträgen die Übertragung der japanischen Vermögenswerte aus der Kolonialzeit an die jeweiligen Regierungen anerkannt hat. Folglich könnten einzelne Opfer von den Erträgen solcher Übertragungen entschädigt werden. Es wird jedoch von Japan bestritten, große Anteile anderer japanischer Vermögenswerte während der Kolonialzeit durch Plünderung erworben zu haben, wie das im Fall der von den Nazis während des Zweiten Weltkriegs in ganz Europa gestohlenen oder auch gesammelten Kunstwerke war.
1995 wurde von der japanischen Regierung der Asian Women’s Fund als ein Privatfonds eingerichtet, um den betroffenen Frauen eine finanzielle Entschädigung auszuzahlen. Der vom damaligen Premierminister Tomiichi Murayama geleitete Fonds wurde durch Spenden aus der japanischen Öffentlichkeit mitfinanziert. Die japanische Regierung hatte rund 750 Millionen Yen (etwa 6,75 Millionen Euro) gespendet, rund 565 Millionen Yen (etwa 5 Millionen Euro) kamen von privaten Gebern. Mit diesem Geld wurden 364 ehemalige Trostfrauen in Korea, Taiwan, den Philippinen und den Niederlanden unterstützt. Die Regierung betonte jedoch, das Geld sei für „medizinische Unterstützung und Sozialhilfe“ und nicht als Entschädigung gedacht. Dazu erhielten sie eine inoffizielle, vom jeweils amtierenden Premierminister unterschriebene schriftliche Entschuldigung. Viele frühere Zwangsprostituierte weigerten sich aufgrund des inoffiziellen Charakters des Fonds, diese Entschädigung zu beantragen. Viele erwarten und verlangen eine direkte Entschuldigung und Entschädigung vom japanischen Staat. Die japanische Regierung stellt sich jedoch auf den Standpunkt, dass das Problem mit den Friedensverträgen nach dem Krieg gelöst worden sei. Anfang 2005 wurde die Auflösung des Fonds zum März 2007 angekündigt. In Indonesien konnten die ehemaligen Trostfrauen nicht ermittelt werden, sodass die indonesische Regierung mit den 380 Millionen Yen (etwa 3,40 Millionen Euro) aus dem Asian Women’s Fund 69 Sozialeinrichtungen für Senioren bauen konnte.
Die Realität ist, dass ohne eine ehrliche und eindeutige Entschuldigung von Seiten der japanischen Regierung die Mehrheit der überlebenden Trostfrauen diese Mittel nicht annehmen wollten.

#### Zwischenausgleich
Der Begriff Zwischenausgleich (oder intermediärer Zwischenausgleich) wurde am Abbau und an der Neuverteilung der japanischen Industrie, vor allem der militärisch-industriellen Vermögenswerte zu verbündeten Ländern angewandt. Er wurde unter der Aufsicht der alliierten Besatzungstruppen vorgenommen. Diese Umverteilung wurde als Zwischenausgleich, weil sie sich nicht auf eine endgültige Regelung durch bilaterale Verträge, die alle bestehenden Fragen der Entschädigung beilegt bewerkstelligt. Bis 1950 belief sich das umzuverteilende Vermögen auf 43.918 Maschinenprodukten im Wert von 165.158.839 Yen (Preise von 1950: etwa 11 Millionen US-Dollar). Von diesen Produktvermögen wurden 54,1 Prozent an China, 11,5 Prozent an die Niederlande, 19 Prozent an den Philippinen und 15,4 Prozent an das Vereinigte Königreich verteilt.

#### Entschädigung im Rahmen des San-Francisco-Vertrags
Am 28. April 1952 erlangte Japan, gemäß dem Friedensvertrag von San Francisco vom 8. September 1951, die volle Souveränität zurück. Durch den Vertrag von San Francisco wurde der Zweite Weltkrieg im pazifischen Raum auch diplomatisch beendet, und Japan gab die Rolle als imperiale Vormacht in Asien auf. Gleichzeitig regelt er die Entschädigung der ehemaligen alliierten Zivilisten und Kriegsgefangenen, die unter den japanischen Kriegsverbrechen gelitten haben. Japan verpflichtete sich zu Reparationen, über die es später Vereinbarungen mit den Philippinen, Indonesien, Burma und Vietnam schloss.

##### Entschädigung durch japanisches Auslandsvermögen
Japanische Auslandsvermögen beziehen sich auf alle Vermögenswerte in den kolonisierten oder besetzten Ländern, die der japanischen Regierung, den Unternehmen, Organisationen und Privatpersonen gehören. Gemäß Artikel 14 des Vertrags von San Francisco werden von den Alliierten alle japanischen Auslandsvermögen beschlagnahmt mit Ausnahme derer in China, die mit unter Artikel 21 behandelt wurden. Es wird davon ausgegangen, dass Korea auch die vorgesehenen Rechte gemäß Artikel 21 aus dem japanischen Auslandsvermögen im Jahr 1945 nutzen wird.
| Land/Region        | Wert in Yen     | Wert in US$    |
| ------------------ | --------------- | -------------- |
| Korea              | 70.256.000.000  | 4.683.700.000  |
| Taiwan             | 42.542.000.000  | 2.846.100.000  |
| Nordostchina       | 146.532.000.000 | 9.768.800.000  |
| Nordchina          | 55.437.000.000  | 3.695.800.000  |
| Zentrales Südchina | 36.718.000.000  | 2.447.900.000  |
| Andere Länder      | 28.014.000.000  | 1.867.600.000  |
| Gesamt             | 379.499.000.000 | 25.300.000.000 |

##### Entschädigung der alliierten Kriegsgefangenen
Japan verpflichtete sich gemäß Artikel 16 des Friedensvertrags von San Francisco, den Angehörigen der alliierten Mächte und den Angehörigen der Länder, die während des Krieges neutral waren, für die ungebührlichen Härten, die sie während der japanischen Kriegsgefangenschaft erlitten haben, zu entschädigen. Japan kann auch nach seiner Wahl den Gegenwert von diesen Auslandvermögen für das Internationale Komitee vom Roten Kreuz zur Verfügung stellen, das dann die nationalen Agenturen des Roten Kreuzes zum Wohle der ehemaligen Kriegsgefangenen und deren Familien auf dieser Vertragsgrundlage gerecht vertreiben. Die Kategorien von Vermögenswerten in Artikel 14 (a) 2 (II) (ii) bis (v) des gegenwärtigen Vertrages sowie die Vermögenswerte von gebürtigen Japanern, die zum Zeitpunkt des Vertragsabschlusses ihren Wohnsitz in Japan haben, werden von der Übertragung ausgenommen. Ebenso finden die Übertragungsbestimmungen dieses Artikels keine Anwendung auf die derzeit 19.770 Aktien von japanischen Finanzinstitutionen, welche die Bank für Internationalen Zahlungsausgleich im Besitz hat. Dementsprechend zahlten die japanische Regierung und Privatpersonen 4.500.000 GBP an das Rote Kreuz aus.
Ehemalige alliierte Kriegsgefangene reichten später unter Berufung auf den Artikel 16 des Friedensvertrags von San Francisco Entschädigungsklagen gegen Japan ein. Im Jahr 1998 lehnte ein Gericht in Tokio die Entschädigung vom ehemaligen alliierten Kriegsgefangenen mit der Begründung ab, dass Japan schon gemäß dem San Francisco-Vertrag 4.500.000 GBP an das Rote Kreuz gezahlt habe und das Rote Kreuz für die Entschädigungszahlungen zuständig sei.
Nach Ansicht der Historikerin Linda Goetz Holmes waren viele der durch die Regierung von Japan genutzten Fonds keine japanischen Fonds, sondern Unterstützungskassen, deren Hilfsgelder von den Regierungen der USA, Großbritannien und den Niederlanden im letzten Jahr des Krieges in der Yokohama Specie Bank beschlagnahmt wurden.

##### Entschädigung der von 1941 bis 1945 besetzten Länder
China verzichtete auf Reparationen und stellt insofern einen Sonderfall dar, als Japan mit den meisten übrigen Hauptgeschädigten des Ostasiatisch-Pazifischen Krieges zumindest in der einen oder anderen Art Entschädigungsabkommen traf. Grundlage dessen war der von amerikanischer Seite mit großer Nachsicht gegenüber Japan ausgehandelte Friedensvertrag von San Francisco, der in Artikel 14 festhielt, dass das Land „den Alliierten für die im Krieg verursachten Schäden und Leiden Reparationen zu zahlen hat“. Die USA schränkten die Verpflichtung jedoch zugleich ein, denn „wenn man davon ausgeht, dass eine existenzfähige Wirtschaft aufrechtzuerhalten ist, Japans Ressourcen derzeit nicht ausreichen, um Reparationen für die oben erwähnten Schäden und Leiden vollständig zu leisten und gleichzeitig andere Schulden zurückzuzahlen“.
Die ersten bereits im Jahre 1951/52 erhobenen Forderungen Indonesiens in Höhe von 18 Milliarden US-Dollar und der Philippinen von 8 Milliarden US-Dollar konnte Japan vor diesem Hintergrund zurückweisen, da bereits die 8 Milliarden US-Dollar etwa dem dreifachen des japanischen Haushalts im Jahre 1954 entsprachen. Im Frühjahr 1955 schloss Japan mit Burma ein Reparationsabkommen in Höhe von 250 Millionen US-Dollar. Im Jahre 1956 schloss Japan mit den Philippinen ein Reparationsabkommen in Höhe von 500 Millionen US-Dollar, über 20 Jahre verteilt, sowie weitere 30 Millionen US-Dollar für technische Dienstleistungen. Ebenso wurde in diesem Abkommen der Betrag von zusätzlichen 20 Millionen US-Dollar für Entschädigung der Kriegswitwen und Waisen festgelegt. Weitere Reparationsabkommen mit Indonesien (1958), Laos (1958), Kambodscha (1959) und Südvietnam (1959) folgten. In den 1960er Jahren kamen weitere Staaten wie Malaysia und Singapur hinzu. Es gab, von wenigen Ausnahmen abgesehen, keine individuelle Entschädigung, sondern indirekt durch Globalverträge an die betroffenen Länder. Gleichzeitig verzichtete Japan gemäß Artikel 14 des Friedensvertrags auf sein Vermögen im Ausland.
| Land        | Betrag in Yen   | Betrag in US$ | Datum des Vertrages |
| ----------- | --------------- | ------------- | ------------------- |
| Burma       | 72.000.000.000  | 200.000.000   | 5. November 1955    |
| Philippinen | 198.000.000.000 | 550.000.000   | 9. Mai 1956         |
| Indonesien  | 80.388.000.000  | 223.080.000   | 20. Januar 1958     |
| Südvietnam  | 14.400.000.000  | 38.000.000    | 13. Mai 1959        |
| Kambodscha  | 1.500.000.000   | 4.164.000     | 2. März 1959        |
| Laos        | 1.000.000.000   | 2.776.000     | 15. Oktober 1958    |
| Gesamt      | 367.348.800.000 | 1.018.940.000 |                     |

Am 22. Juli 1976 wurde die letzte Zahlung an die Philippinen geleistet.
Im Zeitraum von 1955 bis 1976 machten die Reparationsleistungen Japans etwa 635 Millionen US-Dollar aus, das entspricht 7,10 US-Dollar pro Kopf der japanischen Bevölkerung. Im Vergleich dazu beliefen sich die Reparationen im Zeitraum von 1945 bis 1953 für Ostdeutschland auf 4.292 Millionen US-Dollar (pro Kopf 233,80 US-Dollar) und für Westdeutschland auf 529 Millionen US-Dollar (pro Kopf 11,40 US-Dollar).
Bezüglich dieser Reparationen gesteht aber selbst das japanische Finanzministerium: „Es gelang Japan bei den Reparationsverhandlungen durch zähes und jahrelanges Beharren auf dem eigenen Standpunkt, die tatsächlichen Reparationskosten im Endeffekt erheblich zu reduzieren. Da sich außerdem der Abschluss der Reparationsabkommen verzögerte, fiel Japan, das sich damals in einer Phase des hohen Wirtschaftswachstums befand, von der Gesamtsituation her betrachtet, die Begleichung der Reparationen nicht schwer. Die Verzögerung bewirkte außerdem, dass das wiederaufgebaute Japan die Reparationsleistungen und die kostenlosen wirtschaftlichen Hilfsaktionen bei seiner wirtschaftlichen Wiederexpansion nach Südostasien als gelegenes Sprungbett nutzen konnte.“

##### Entschädigungsfrage in Japan
Die Höhe der Reparationszahlungen an asiatische Staaten, die seit April 1977 als abgeschlossen gelten, betrugen etwas mehr als eine Billion Yen. Zwischen den Ausgaben für die Reparationen an asiatische Staaten und den Ausgaben für die Unterstützung eines Teils der japanischen Kriegsopfer besteht ein beträchtliches Gefälle. Japanische Staatsbürger, die während des Krieges „in einem besonderen Verhältnis zum Staat standen“, also ehemalige Soldaten und Angestellte des japanischen Militärs sowie deren Hinterbliebene, erhalten nach wie vor eine großzügige Unterstützung durch den japanischen Staat. Diese Unterstützung wird an 950.000 ehemalige Soldaten und 880.000 Hinterbliebene gezahlt (Stand: März 1995). Mehr als die Hälfte von ihnen sind in der 1947 gegründeten „Vereinigung der Hinterbliebenen japanischer Kriegsgefallener“ Mitglied. Diese Vereinigung hat einen großen Einfluss auf die japanische Öffentlichkeit und bildet ein nicht unerhebliches Stimmenreservoir für die Liberaldemokratische Partei. Von 1952 bis 1994 wurden an deren vertretenden Personenkreis 39 Billionen Yen an Unterstützungszahlungen geleistet. Im Jahre 1988 erreichten die Zahlungen ihren Höhepunkt; seither sinkt die Zahl der Empfänger, und gegenwärtig werden jährlich etwa 2 Billionen Yen (Stand 1994) für diesen Zweck ausgegeben.
Von diesem Unterstützungssystem sind zivile Kriegsopfer sowie zum japanischen Militär rekrutierte Soldaten oder andere Militärbeschäftigte aus den ehemaligen Kolonien Japans, Taiwan und Korea, ausgeschlossen. Somit waren die eigentlichen Opfer des japanischen Aggressionskrieges in Asien keine Nutznießer der Reparationen. Seit 1990 wurden rund 50 Entschädigungsklagen durch ehemalige Trostfrauen, Zwangsarbeiter, Militärangehörige oder Kriegsgefangene bei japanischen Gerichten eingereicht. Der Großteil der Kläger sind Südkoreaner oder in Japan lebende Koreaner. Heute untersucht auch die japanische Regierung die eingetretenen Schäden sowie die Beteiligung militärischer und anderer staatlicher Organisationen an den Schädigungshandlungen. Der offizielle Standpunkt der Regierung Japans beinhaltet lediglich die Anerkennung einer moralischen Verantwortung für die in diesen Verfahren umstrittenen Schäden. Jegliche rechtliche Verantwortung wird unter Hinweis auf eine umfassende und abschließende Klärung aller Reparationsfragen durch bilaterale Abkommen sowie auf die fehlende Subjektsfähigkeit des einzelnen im Völkerrecht negiert.

### Vergangenheitsbewältigung in Japan
Japan wird bis heute vorgeworfen, die eigenen Kriegsverbrechen im zweiten japanisch-chinesischen Krieg zu leugnen oder zu relativieren. Jedoch werden die umstrittenen Fälle der japanischen imperialen Ära öffentlich in den Medien debattiert, wobei die verschiedenen politischen Parteien und ideologischen Gruppen ziemlich unterschiedliche Positionen einnehmen. Japan ist eine Demokratie mit absoluter Meinungs- und Redefreiheit, dementsprechend ist eine Vielfalt von Geschichtsauffassungen salonfähig. Ein Verbotsgesetz gegen Wiederbetätigung oder ein dem Bundesentschädigungsgesetz entsprechendes Gesetz ist im japanischen Rechtswesen nicht existent. Daher wird in Japan die Leugnung der japanischen Kriegsverbrechen nicht strafrechtlich verfolgt, während in Deutschland, in Österreich und in einigen anderen europäischen Ländern die Holocaustleugnung ein Straftatbestand ist. Auch das inzwischen von 126 Staaten ratifizierte Genozid-Abkommen der UNO von 1948 wurde bis heute nicht von Japan ratifiziert.
Bis in die 1970er Jahre wurden solche Debatten als ein Randthema in den Medien behandelt. In den japanischen Medien tendieren die Meinungen der politischen Mitte und der Linken dazu, die Leitartikel der Zeitungen zu dominieren, während die Rechte dazu neigt, die Boulevardblätter zu beherrschen. Die Kriegsverbrechen betreffende Debatten wurden von einigen Boulevardblättern in den Leitartikeln groß herausgestellt, wo der Sturz des „imperialistischen Amerika“ gefordert und die Verehrung der Kaiser wiederbelebt wurde. Im November 1971, zum Gedenken an die Normalisierung der Beziehungen mit China, veröffentlichte die Asahi Shimbun, eine große liberale Tageszeitung, eine Serie von Artikeln über japanische Kriegsverbrechen in China, einschließlich des Nanking-Massakers. Diese Artikelserie öffnete die Schleusen für die Debatten über Kriegsverbrechen, die seitdem fortgesetzt werden. Die 1990er Jahre gelten allgemein als die Periode, in der solche Fragen als Hauptthemen, wie die Nanking-Massaker, der Yasukuni-Schrein, die Trostfrauen, die Richtigkeit der Schulgeschichtsbücher und die Gültigkeit der Tokioter Prozesse auch im Fernsehen diskutiert wurden.
Die Aufrechterhaltung der Institution Tennō bildete eine wichtige Konstante in der amerikanischen Besatzungspolitik. Durch die Anklageverschonung des Tennō wurde ein zentraler Bereich des japanischen Unrechts während des Zweiten Weltkrieges systematisch ausgeblendet. Die Tatsache, dass der Tennō als Verantwortlicher für sämtliche politischen Entscheidungen einschließlich der Kriegsführung im japanischen Kaiserreich rechtlich und politisch nicht zur Verantwortung gezogen wurde, ist ein wichtiger Grund dafür, dass es in Japan nicht zur Verfolgung und Verurteilung von Kriegsverbrechen durch japanische Gerichte kam. Es widerspricht der elementaren Gerechtigkeitsvorstellung, wenn der oberste Befehlshaber nicht zur Rechenschaft gezogen werden kann, zugleich aber die befehlsausführenden Soldaten abgeurteilt werden sollen. Diese Wahrnehmungsweise stellt bis heute gleichsam eine psychologische Barriere für die Aufarbeitung von Kriegsverbrechen durch die japanische Justiz dar. Die politisch motivierte Anklageverschonung des Kaisers und die Aufrechterhaltung des Tennō-Systems durch die amerikanische Besatzungsmacht wird als – bis heute – wichtigstes Hindernis für eine gründliche Vergangenheitsaufarbeitung angesehen.
Die Japaner erinnern sich heute nicht an einen Holocaust, sondern an einen militärischen Konflikt. Allein schon über die Frage, wann dieser Krieg begonnen hat, herrscht unter den Japanern keine Einigkeit. Es gab den Krieg gegen China, den gegen die europäischen Kolonialmächte in Südostasien und den gegen die USA. Auf wann man den Beginn dieser Kriege datiert, ob man sie voneinander unabhängig oder als einen zusammenhängenden Konflikt betrachtet, ist eine Frage des jeweiligen politischen Standpunkts. Manche Japaner, meist Angehörige der pazifistischen Linken, nennen als Kriegsbeginn das Jahr 1931, das Jahr, in dem Japan die Mandschurei in einen Marionettenstaat verwandelte. Das, so japanischen Linken zufolge, sei der Beginn der japanischen Politik imperialistischer Aggression gewesen, die dann 1937 zum Einfall in China und 1941 zum Angriff auf Pearl Harbor geführt habe. Diese Japaner sprechen also von einem fünfzehnjährigen Krieg.
Rechte Nationalisten haben eine andere Sichtweise. Für sie sind die Ereignisse im China der 1930er Jahre kein Krieg, sondern bedauerliche „Zwischenfälle“, die sich aus dem legitimen Interesse Japans ergaben, sich gegen den sowjetischen und den chinesischen Kommunismus zu verteidigen. Den Angriff auf Pearl Harbor sehen sie als unvermeidlichen Akt der Selbstverteidigung gegen den Versuch der USA und anderer Kolonialmächte, Japan zu zerschmettern. Der Südostasienkrieg schließlich sei ein Feldzug zur Befreiung Asiens gewesen. Der Krieg in China heißt in diesem politischen Kontext der „China-Zwischenfall“, der gegen den Westen der „Großostasiatische Krieg“. Diese Sicht der Dinge haben keinesfalls nur extreme Randgruppen. Tatsächlich neigen viele prominente Politiker der Liberaldemokratischen Partei zu solchen Auffassungen.
Ein weiterer Schwerpunkt in der japanischen Geschichtsbewältigung ist das im Jahr 2000 durch die Gesellschaft zur Erstellung neuer Geschichtsbücher veröffentlichte Geschichtsbuch (atarashii rekishi kyokasho), das eine revisionistische Sicht Japans darstellt. Das Lehrbuch wurde 2001 vom Bildungsministerium genehmigt und löste große Debatten sowohl in Japan wie auch in China und Südkorea aus. Viele japanische Historiker und Lehrer protestierten gegen den Inhalt des neuen Geschichtsbuchs und seine Behandlung japanischer Handlungen im Krieg. Radio China International berichtete, dass die Regierung der Volksrepublik China „sehr empört und enttäuscht über das von rechten japanischen Gelehrten erstellte neue japanische Geschichtsbuch für das Jahr 2002“ sei. Nach Angaben des japanischen Erziehungsministeriums wurden die Autoren für die neue Ausgabe angehalten, beschönigende Darstellungen der Kolonisation Koreas durch Japan und des Nanking-Massakers zu ändern. Japanische Bürgerrechtsgruppen erklärten, dass die beanstandeten Buchkapitel nicht wesentlich verändert worden seien, einige Passagen seien sogar noch verfälschter dargestellt als zuvor. Das neue Geschichtsbuch wurde auch in den anti-japanischen Demonstrationen von 2005 in China und Südkorea angeprangert, weil es die japanische Aggression während des Zweiten Japanisch-Chinesischen Kriegs mit China und die Kolonisation Koreas beschönigen soll.
Der in Hongkong produzierte Film aus dem Jahre 1988 Men Behind the Sun (auch: Hei Tai Yang 731 oder Black Sun 731) von Tun Fei Mou (T. F. Mous) hat die im Zweiten Weltkrieg in der Mandschurei stationierte japanische Einheit 731 zum Inhalt. Der Film wird in der gleichen Kontroverse wie die japanischen Kriegsverbrechen, beispielsweise das Nanking-Massaker, kritisiert. Erst im August 2002 konstatierte das Bezirksgericht Tokio, dass die Einheit 731 und die von ihr begangenen Kriegsverbrechen tatsächlich existiert haben.
Man kann in der japanischen Öffentlichkeit zweierlei Richtungen beobachten. Zum einen gibt es den Rechten Flügel, Uyoku genannt, für die politische extreme Rechte in Japan, deren knapp hunderttausend Aktivisten und mehrere hundert Gruppierungen ebenfalls mit diesem Begriff (oder auch Rechte Organisationen) bezeichnet werden. Etwa 800 dieser Gruppierungen sind im Dachverband Alljapanische Konferenz Patriotischer Verbände organisiert, die während ihrer Geschichte stark mit der Yakuza zusammenarbeitete. Synonym wird auch der Begriff „Ultranationalismus“ verwendet, um die Ideologie dieser Bewegung zu charakterisieren. Der kleinste gemeinsame Nenner der gegenwärtigen Uyoku-Ideologie besteht allgemein aus: Militarismus, expliziert in der Forderung nach einer Vergrößerung des japanischen Militärs sowie der Erweiterung von dessen Befugnissen (diese werden gegenwärtig durch Artikel 9 der japanischen Verfassung stark eingeschränkt), im Zusammenhang damit werden auch japanische Kriegsverbrechen geleugnet und die Tilgung entsprechender Passagen aus japanischen Schulbüchern gefordert. Ihre politischen Gegner, darunter mehrheitlich Personen und Organisationen, die Japan öffentlich kritisieren oder sich nicht respektvoll und zurückhaltend über Themen, wie die japanischen Kriegsverbrechen im Zweiten Weltkrieg, Kontroversen um den Yasukuni-Schrein, die Institution oder die Personen des japanischen Kaiserhauses, japanische Ansprüche im Kurilenkonflikt und Südsachalin äußern, werden gezielt eingeschüchtert. Auf der anderen Seite gibt es Bürgerinitiativen und linksintellektuelle Gruppierungen, die sich für die Klärung und die öffentliche Bekanntmachung von Kriegsverbrechen und Versäumnissen der japanischen Politiker und Bevölkerung einsetzen. Zum Beispiel eine Gruppe von Gymnasiallehrern, die versuchen, die Gräueltaten von Nanking zu erforschen und an die Öffentlichkeit zu bringen. Auch gibt es mittlerweile viele Bürgerinitiativen, die sich die Entschädigung von Kriegsopfern zum Ziel gesetzt haben.
Das Wort „Vergangenheitsbewältigung“ gab es bis 1992 in Japan nicht. Es tauchte zum ersten Mal in einer japanischen Zeitschrift in einer Leitartikelserie auf und wurde mit kako no kokufuku (過去の克服) übersetzt, was so viel wie „Vergangenheitsüberwindung“ bedeutet. Ein Psychiater, der mehrere ehemalige japanische Kriegsverbrecher interviewte, stellt fest: „In der japanischen Kultur wurde das Aufkommen eines Schuldgefühls verdrängt.“ Derselbe Autor meint weiter: „Auch bei Japanern der Nachkriegszeit setzt sich die Lähmung der Gefühle fort.“ Die erwähnten Personen ebenso wie ein nicht zu unterschätzender Teil der japanischen Gesamtbevölkerung leiden an fehlendem Einfühlungsvermögen für die Opfer des japanischen Invasionskrieges. Hans W. Vahlefeld beschreibt das Verhältnis der Japaner zu ihrer Vergangenheit folgendermaßen:
Die Vergangenheit ist nur bei Anderen Gegenwart; Japaner haben sie begraben. Während Deutsche seit dem Krieg unter der historischen Bürde von Schuld und Sühne ihren Weg suchen, scheuen Japaner den Blick zurück und leben im Heute, als hätte es ein Gestern nie gegeben. Bei ihnen ist die Vergangenheitsbewältigung keine Wunde, die immer wieder blutet.

### Umstrittene Neuinterpretationen außerhalb Japans
Auch außerhalb Japans versuchen einige Aktivisten kontroverse Umdeutungen des japanischen Imperialismus. Beispielsweise die Ansichten des ehemaligen südkoreanischen Offiziers und rechtsextremen Autors Man Ji-Won haben auch in Korea und in anderen Ländern Kontroversen verursacht. Ji-Won hat Japan für die „Modernisierung“ Koreas gelobt und behauptete, dass nur rund 20 % der koreanischen Frauen zum Dienst als Trostfrauen beim japanischen Militär gezwungen wurden, während die restlichen 80 % es freiwillig gegen Bezahlung machten. Des Weiteren sagt er, dass die meisten Behauptungen der alten Frauen, ehemalige Trostfrauen oder Sexsklaven des japanischen Militärs während des Zweiten Weltkrieges gewesen zu sein, falsch sind. Seine Bemerkungen haben die Frauen sowie die Öffentlichkeit empört. In Ostasien werden solche Ansichten weithin als beleidigend und verleumderisch gegenüber den betroffenen Frauen betrachtet.
Die Art, Legitimität und Erbe der japanischen Annexion Koreas, insbesondere seine umstrittene Rolle im Hinblick auf die Modernisierung der Koreanischen Halbinsel, ist ein intensiv diskutiertes Thema. In einem Seminar, veranstaltet vom Asia-Pacific Research Center, machte der Hochschullehrer Rhee Young-Hoon von der Seoul National University umstrittene Äußerungen. Er erklärte, dass trotz der Probleme der Menschenrechte die koreanische Wirtschaft stark unter der japanischen Herrschaft gewachsen sei und damit die Basis des modernen Kapitalismus durch die Japaner in Korea eingeführt wurde, die später ein Teil des Fundaments der modernen koreanischen Wirtschaft wurde.

### Spätere Ermittlung von Kriegsverbrechern
Die offiziellen Ermittlungen und Untersuchungen gegen japanische Kriegsverbrecher sind noch nicht abgeschlossen. Während der 1990er Jahre begann die südkoreanische Regierung die Ermittlung gegen Einzelpersonen, die sich angeblich durch Zusammenarbeit mit dem japanischen Militär im Zweiten Weltkrieg bereichert haben. In Südkorea wird behauptet, dass während des Kalten Krieges viele dieser Personen, ihre Mitarbeiter oder ihre Verwandten mit dem während der Zusammenarbeit mit dem japanischen Militär erworbenen Reichtum die Vertuschung von Kriegsverbrechen unterstützt hätten, um sich nicht selbst zu belasten. Ebenso konnten ihre Familien mit dem erworbenen Reichtum den Erwerb der Hochschulbildung finanzieren.
Auch Privatpersonen und nichtstaatliche Institutionen haben ihre eigenen Untersuchungen angestellt.
Aufgrund weiterer Ermittlungen wird behauptet, dass die japanische Regierung absichtlich die Berichte über die koreanischen Trostfrauen vernichtet habe. Einige Frauen zitierten japanische Inventarprotokolle und Arbeitnehmerlisten, die auf dem Schlachtfeld erstellt wurden, als Beweis für diese Behauptung. Zum Beispiel wurden die Trostfrauen gezwungen, sich auf den Arbeitnehmerlisten als Krankenschwester oder Sekretärin einzutragen.
Viele argumentieren, dass aufgrund der Tatsache, dass die japanische Regierung viele Vorfälle von Kriegsverbrechen im ehemals von Japan besetzten Korea vertuschen wolle, die sonst zu schwerer internationaler Kritik führen würden, sensitive Informationen darüber oft schwer zu bekommen seien. An vielen Koreanern und anderen Asiaten wurden durch die japanische Einheit 731 medizinische Experimente durchgeführt. Unter den Opfern, die im Lager gestorben sind, waren mindestens 25 Opfer aus der ehemaligen Sowjetunion, der Mongolei und Korea. Obwohl Zeugenaussagen von einigen überlebenden Opfern über die Einheit 731 vorliegen, verwehrt die japanische Regierung bis heute Korea die Einsicht in diese Dokumente (Stand 2010).
Die Ermittlungen und Aufklärung von weiteren japanischen Kriegsverbrechen werden durch Vertuschung durch die japanische Regierung und durch andere Länder wie Großbritannien erschwert. Großbritannien und Japan haben versucht, eines der Kriegsverbrechen des Zweiten Weltkriegs geheim zu halten. Die britische Regierung hatte im Jahr 1949, um gute Beziehungen zu Japan zu erhalten, beschlossen, keine Anklage gegen japanische Befehlshaber für das Massaker an rund 280 britischen und niederländischen Kriegsgefangenen im Jahr 1943 zu erheben. Großbritannien und die Vereinigten Staaten waren bemüht, sicherzustellen, dass Japan nach dem Krieg ein Verbündeter blieb, als Bollwerk gegen den Kommunismus in der asiatischen Region.
Auch Tamaki Matsuoka Dokumentarfilm Torn Memories of Nanjing beinhaltet Interviews mit japanischen Kriegsveteranen, die zugeben, chinesische Zivilisten vergewaltigt und getötet zu haben.

### Wissenschaftliche Rezeption der Ereignisse
Das Thema wird weltweit zumeist unter dem Begriff Kriegsverbrechen eingeordnet. Speziell in der englischsprachigen Literatur hat sich auch die Bezeichnungen Japanese war atrocities („Japanische Kriegsgräuel“) eingebürgert.

### Literarische Rezeption der Ereignisse
Der Schriftsteller Endō Shūsaku nimmt in seinem 1958 erschienenen Roman „Umi to Dokuyaku“ (海と毒薬, dt. Meer und Gift) Bezug auf Vivisektionen an US-amerikanischen Kriegsgefangenen, die im Mai 1945 über Fukuoka abgestürzt waren.